# Вулиці Ужгорода
Перші згадки про вулиці Ужгорода датуються 1691 роком. Як згадується в одному з описів міста, в Ужгороді було 10 центральних вулиць на правому березі Ужа, які, очевидно, відходили від старовинного Ужгородського замку: Замкова, Вовняна (нині О. Духновича), Ринкова (мабуть, пл. Корятовича), Мостецька (пл. Пушкіна), Соляна (вул. Августина Волошина), Циганська (Мукачівська), Мельнична (О. Фединця), Цегольнянська (назва збереглася), Ватна (де вона проходила — невідомо) та Кладбищенська (А. Добрянського). Також відомо, що у 1800 році в місті над Ужем було 25 вулиць. У 1837 р. — 36 вулиць. 1850 року вулиці отримали руські назви й таблички, поряд з угорською назвою «Унгвар» набуває поширення назва «Ужгород». 1910 року згідно з переписом у місті налічується 50 вулиць. 1928 — у місті 63 вулиці. 1945 — в Ужгороді вже 96 вулиць, 5 площ, 4 набережні, кілька провулків, загальна довжина вулиць 64 км. За радянський період в Ужгороді побудовано нові вулиці, великі мікрорайони. У 1990—1992 роках у місті відновили історичні назви ужгородських вулиць. У 2015 році в Ужгороді було 650 вулиць, з яких близько 400 вулиць є в приватному секторі. Сьогодні ж в Ужгороді налічується 654 вулиць.

## Упорядкований перелік вулиць, провулків та площ міста від 9.06.2017
Територія сучасного Ужгорода займає площу близько 40 км2 . Вона умовно поділена на 17 мікрорайонів, які носять історично сформовані назви: Боздош, Болотина, Вербник, Галагов, Горяни, Доманинці, Дравці, Кальварія, Минай, Підзамковий, Промисловий, Радванка, Станційний, Сторожниця, Цегольня, Червениця, Шахта.

## А
| поштовий індекс | Назва                                | Тип   | Уточнення       | Походження назви, Колишні назви | Місцевість*                                                                             | Що тут цікавого |
| --------------- | ------------------------------------ | ----- | --------------- | --- | --------------------------------------------------------------------------------------- | --- |
| 88017           | Абрикосова                           | вул.  | 1997            | походить від фрукта абрикос, абрико́са, (Prunus armeniaca, також Armeniaca vulgaris) — плодове дерево роду слива. | Мікрорайон, де знаходиться вулиця Абрикосова неофіційно називають «Компотний».          | вулиця створена на підставі рішення Ужгородського виконкому № 27 від 26.02.1997 року. |
| 88017           | Авіаторів                            | пров. | 2007            | походить від місця знаходження поблизу аеропорту «Ужгород». | Мікрорайон, де знаходиться вулиця Авіаторів неофіційно називають «Червениця»            | вулиця створена на підставі рішення Ужгородської міської ради № 454 від 27.09.2007 року. |
|                 | Австрійська                          | вул.  | 2009            | походить від назви держави до складу якої входив Ужгород у XVI—XIX століттях | Мікрорайон, де знаходиться вулиця Австрійська неофіційно називають «Червениця»          | вулиця створена на підставі рішення Ужгородської міської ради № 984 від 13.02.2009 року. |
| 88005           | Автовокзальний                       | пров. | 2018            | походить від місця розміщення поблизу Ужгородського автовокзалу колишній пров. Залізничний | серединна зона                                                                          | вулиця створена на підставі рішення Ужгородської міської ради № 1081 від 15.05.2018 року. На вулиці знаходиться міні-готель. |
| 88014           | Адмірала Нахімова                    | вул.  |                 | Павло Нахімов (1802—1855) — російський адмірал, герой Кримської війни. | Мікрорайон, де знаходиться вулиця адмірала Нахімова неофіційно називають «Шахта».       | У минулих століттях ця територія була дуже болотистою, тому звалася Мокряницею. Тоді тут були лише окремі хутори й ромський табір. На вулиці знаходиться НВК «Ялинка». |
| 88017           | Азовська                             | вул.  | 2009            | походить від одного з морів у межах України — Азовське | Знаходиться в мікрорайоні «555»                                                         | вулиця створена на підставі рішення Ужгородської міської ради № 984 від 13.02.2009 року. |
| 88002           | Айвазовського Івана                  | вул.  | 1955            | походить від імені Айвазовський Іван (1817—1900) — живописець-мариніст. До 1955 р. вул. Лунная | Знаходиться в мікрорайоні «Східний»                                                     | вулиця створена на підставі рішення Ужгородського виконкому № 694 від 29.12.1955 року. На вулиці знаходяться НВК #16, НВК #18, будівлі казарми військової частини 3002 Західного оперативно-територіального об'єднання Національної гвардії України, кафе «У Сако». |
|                 | Айвова                               | вул.  | 2009            | походить від фрукту айва — айва́ звичайна (Cydonia oblonga) — єдиний представник роду Cydonia родини розових (трояндових) підродини мигдалевих. | Знаходиться в мікрорайоні «Карєр»                                                       | вулиця створена на підставі рішення Ужгородської міської ради № 984 від 13.02.2009 року. |
| 88014           | Академіка Грабаря (Ігор Емануїлович) | вул.  |                 | Грабар Ігор Емануїлович (1871, Будапешт — 1960, Москва) — художник, реставратор, мистецтвознавець, історик мистецтва, музейний діяч, педагог, професор русинського походження, ключова фігура довоєнного радянського мистецтва. Колишня назва: пров. Верховинський | Мікрорайон, де знаходиться вулиця академіка Грабаря неофіційно називають «Шахта».       | |
| 88009 88005     | Академіка Корольова                  | вул.  | Корольов Сергій | Сергі́й Па́влович Корольо́в (родове прізвище Королів; 30 грудня 1906 (12 січня 1907), Житомир — 14 січня 1966, Москва) — український радянський вчений у галузі ракетобудування та космонавтики, конструктор. Вважається основоположником практичної космонавтики. Академік АН СРСР (з 1958), очолив ракетну програму СРСР. Під його керівництвом було запущено першу міжконтинентальну балістичну ракету, перший штучний супутник Землі, здійснено перший політ людини в космос та вихід людини в космос.                                            | Мікрорайон, де знаходиться вулиця академіка Корольова неофіційно називають «Новий».     | На вулиці знаходиться НВК «Первоцвіт», дитсадок № 39, ЗОШ № 8. |
| 88017           | Академіка Філатова                   | вул.  |                 | Володимир Петрович Філатов (1875—1956) художник, поет, мемуарист, вчений, офтальмолог. Дійсний член АН УРСР та АМН СРСР. Герой Соціалістичної Праці, кавалер чотирьох орденів Леніна, ордену Трудового Червоного Прапора та ордена Вітчизняної війни 1 ступеня, лауреат Сталінської премії. За весь період його життя ним написано більше 461 наукових робіт і монографій. | Мікрорайон, де знаходиться вулиця академіка Філатова неофіційно називають «Загорський». | вулиця створена на підставі рішення Ужгородського виконкому № 561 від 10.11.1956 року. |
| 88000           | Акацій                               | вул.  |                 | названо на честь Ака́ція (Acacia) — рід рослин із родини бобових. Дерева або чагарники, рідко з колючками на стовбурах. Листя подвійно розсічене, складається з численних дрібних листочків або листоподібних утворень. Квіти дрібні, численні, в головчастих суцвіттях або циліндричних китицях, прямостійні або пониклі, жовті або біло-жовті. | мкр. «Червениця», серединна зона                                                        | вулиця створена на підставі рішення Ужгородського виконкому № 27 від 26.02.1997 р. |
|                 | Албанська                            | вул.  | резерв, 2009    | назва на честь країни Албанія |                                                                                         | вулиця створена на підставі рішення Ужгородської міської ради № 984 від 13.02.2009 року. |
| 88017           | Амосова Миколи                       | вул.  |                 | Амо́сов Мико́ла Миха́йлович (19 грудня 1913, с. Ольхово — 12 грудня 2002, Київ) — український лікар, учений у галузі медицини та біокібернетики, громадський діяч, академік Національної академії наук України (1969) та Академії медичних наук України (1993), лауреат Ленінської премії (1961), Державної премії УРСР у галузі науки і техніки (1978, 1988) і Державної премії України в галузі науки і техніки (1997)[3]. Директор Інституту серцево-судинної хірургії (1983—1988). Доктор медичних наук (1953), Герой Соціалістичної Праці (1973) | р-н вул. Єньковської, периферійна зона                                                  | вулиця створена на підставі рішення Ужгородської міської ради № 729 від 23.05 2008 р. |
| 88007           | Андезитовий тупик                    | пров. |                 | Андези́т — кайнотипна гірська порода темно-сірого, бурого, майже чорного кольору, порфірової структури, ефузивний аналог діориту. Поруч знаходиться кар'єр із видобутку андезиту. | мкр Радванка, периферійна зона                                                          | вулиця створена на підставі рішення Ужгородського виконкому № 694 від 29.12.1955 р. Неподалік християнське та юдейське кладовища. Поруч знаходиться руїни храму Яна Непомуцького — що був єдиним у свій час на території Ужанського комітату. Роком заснування храму вважають далекий 1640-й. Римо-католицький храм був другим за значенням після Горянської ротонди важливим духовним та архітектурним об'єктом, окрасою Ужгорода. Його освятив естергомський (сучасна Угорщина) кардинал Дьордь Ліппай на честь Святої Тріїці. Але час негативно вплинув на архітектуру будівлю, і вона почала руйнуватися. Там, де колись був величний римо-католицький храм, залишилися руїни. Друге життя будівлі подарував Міклош Ранкі, місцевий багатій. Саме завдяки його благодійності у 30-х роках ХІХ століття церква була оновлена, а до 1949 року вже існувала як греко-католицька. Та у зв'язку утисками цього віросповідання в радянські часи, храм отримала православна спільнота. Видобуток каменю в радванському кар'єрі негативно вплинув на прекрасний у минулому костел. Від підземних поштовхів під час робіт стіни церкви почали руйнуватися вже вдруге. Тож вірячи змушені були покинути святиню. У 50-роках видобуток каменю ставав дедалі інтенсивнішим. Роботи проводилися із застосуванням динаміту, тож вибухи неабияк вплинули і на без того тендітну конструкцію. На стінах з'явилися тріщини, дах та стіни почали осідати. Атеїзм 60—70-х років завершив нищівну справу руйнації. Олтар, склеп, у якому ховали священників та багатіїв, а також підлога зовсім не збереглися. Тож від готичної кам'яної споруди, що колись була храмом, не залишилося майже нічого. Скульптура Яна Непомуцького без голови лежить поруч із храмом. |
|                 | Англійська                           | вул.  | резерв, 2009    | назва на честь країни Англія, що входить до складу Великої Британії |                                                                                         | вулиця створена на підставі рішення Ужгородської міської ради № 984 від 13.02.2009 року. |
|                 | Андріївська                          | вул.  | 2009            | назва на честь християнського апостола Св. Андрія | канал біля піхотного полку, серединна зона                                              | вулиця створена на підставі рішення Ужгородської міської ради № 984 від 13.02.2009 р. |
|                 | Шпеника                              | вул.  |                 | | Стара назва: Вербова, Анкудінова                                                        | вулиця створена на підставі рішення Ужгородського виконкому № 402 від 19.08.1974 р. Вулиця межує з залізничним полотном станції Ужгород-1 та мостом Підзамковим. |
| 88007           | Антонівська                          | вул.  |                 | Назва на честь імені Антон — Св. Антоній | серединна зона                                                                          | вулиця створена на підставі рішення Ужгородського виконкому № 402 від 19.08.1974 р. Вулиця межує з залізничним полотном станції Ужгород-1, поруч ПГК УжНУ |
| 88006           | Артилерійська                        | вул.  |                 | назва на честь артилеристів військової частини, що базувалася в Ужгороді | серединна зона                                                                          | вулиця створена на підставі рішення Ужгородського виконкому № 402 від 19.08.1974 р. Вулиця межує з залізничним полотном станції Ужгород-1 та залізничною станцією Ужгород-1. |

## Б
| поштовий індекс | Назва                     | Тип   | Уточнення, неправильна назва | Колишні назви                                                                 | Місцевість                                                  | Що тут цікавого |
| --------------- | ------------------------- | ----- | --- | ----------------------------------------------------------------------------- | ----------------------------------------------------------- | --- |
| 88007           | Багратіона Петра          | вул.  | назва на честь Петро́ Іва́нович Багратіо́н (1765—1812), російський генерал. Герой франко-російської війни 1812 року. |                                                                               | мкр. Радванка, серединна зона                               | вулиця створена на підставі рішення Ужгородського виконкому № 402 від 19.08.1974 р. |
| 88007           | Базарний                  | пров. | на честь торгових рядів «Свинського» базару | пров. Чкалова Валерія до 2018 року                                            | «Болотина», серединна зона                                  | вулиця створена на підставі рішення Ужгородського виконкому № 402 від 19.08.1974 р. Зміна назви на підставі рішення Ужгородської міської ради № 1081 від 15.05.2018 року. |
| 88002           | Базиловича Іоанікія       | вул.  | Іоані́кій Базило́вич (1742—1821) — священник-василіянин, ігумен Мукачівського монастиря, український церковний історик, один із перших істориків Закарпатської України. Базилович автор «Коротких відомостей про монастир св. Миколая на Чернечій горі в Мукачеві, заснований князем Федором Корятовичем».                                             | вул. Кутузова М.                                                              | Центр Ужгорода                                              | вулиця створена на підставі рішення Ужгородського виконкому № 402 від 19.08.1974 р. Зміна назви на підставі рішення Ужгородського виконкому № 75 27.05.1992 р. |
|                 | Бакинська                 | вул.  | назва на честь столиці країни Азербайджан — місто Баку |                                                                               |                                                             | вулиця створена на підставі рішення Ужгородської міської ради № 984 від 13.02.2009 року. |
|                 | Баконія Золтана           | вул.  | назва на честь Баконій Золтана (1916—1989) — заслужений вчитель України, невтомний пропагандист Закарпатської школи живопису. | вул. Базарна                                                                  | центральна зона                                             | вулиця створена на підставі рішення Ужгородської міської ради ХХІІ сесія ІІІ скликання від 24.06.1999 р. |
| 88000           | Баконія Золтана           | пров. | назва на честь Баконій Золтана (1916—1989) — заслужений вчитель України, невтомний пропагандист Закарпатської школи живопису. | вул. П. Морозова                                                              | Центр Ужгорода                                              | вулиця створена на підставі рішення Ужгородської міської ради ХХІІ сесія ІІІ скликання від 24.06.1999 р. |
| 88015           | Балога Василя             | вул.  | назва на честь Васи́ль Васи́льович Балог (1980, с. Великі Лучки — 2014, с. Весела Тарасівка) — український військовик, капітан Збройних сил України. Загинув у липні 2014 р. в результаті ракетно-артилерійського обстрілу на Луганщині. Похований в Ужгороді на Пагорбі Слави.                                                                        | вул. Ваша Івана                                                               | серединна зона                                              | зміна назви вулиці відбулася у 2016 році — Розпорядження ЗОДА No 174 від 18.04.2016 р. |
|                 | Бандери Степана           | вул.  | Степа́н Андрі́йович Банде́ра (1 січня 1909 — 15 жовтня 1959) — український політичний діяч, один із чільних ідеологів і теоретиків українського націоналістичного руху XX століття. |                                                                               |                                                             | вулиця створена на підставі рішення Ужгородської міської ради № 1399 від 18.01.2019 р. |
| 88020           | Барвінкова                | вул.  | назва на честь напряму в бік села Барвінок |                                                                               | мкр. Дравці, периферійна зона                               | вулиця створена на підставі рішення Ужгородського виконкому № 605 від 22.12.1976 р. Поруч заплавне озеро Нілачка. |
| 88000           | Бачинського Андрія        | вул.  | Андрій Федорович Бачинський (14 листопада 1732 — 19 грудня 1809) — церковний греко-католицький діяч, публіцист, просвітитель. Єпископ Мукачівський (5 серпня 1772—19 листопада 1809). | вул. О. Невського                                                             | серединна зона                                              | вулиця створена на підставі рішення Ужгородського виконкому № 75 від 27.05.1992 р. |
| 88000           | Бачинського Андрія        | пл.   | Андрій Федорович Бачинський (14 листопада 1732 — 19 грудня 1809) — церковний греко-католицький діяч, публіцист, просвітитель. Єпископ Мукачівський (5 серпня 1772—19 листопада 1809). |                                                                               | центральна зона                                             | площа-вулиця створена на підставі рішення Ужгородської міської ради № 1235 від 25.09.2009 р. На площі знаходиться єпископський палац 1640 року, Кафедральний Хрестовоздвиженський греко-католицький собор, сквер Марії-Терезії, міні-скульптура Ейфелева вежа. 16.12.2009 р. відбулося урочисте відкриття площі ім. єпископа Андрія Бачинського (в кінці вул. Духновича). Так називатиметься територія перед Ужгородським греко-католицьким собором та єпископською резиденцією. Незабаром у єпископському скверику, буде встановлено пам'ятник єпископу Бачинському. |
| 88017           | Бейкешчобо                | вул.  | від міста-побратима Бе́кешчаба (Békéscsaba) — місто на південному сході Угорщини на притоці річки Кереш (басейн Тиси). Є адміністративним центром медьє Бекеш. |                                                                               | мкр. «Західний», кв. ім. Ярослава Мудрого, периферійна зона | вулиця створена на підставі рішення Ужгородської міської ради № 1235 від 25.09.2009 р. |
| 88014           | Беняка Юрія               | вул.  | на честь відомого закарпатського спортсмена Юрія Беняка |                                                                               | мкр. Доманинці, периферійна зона                            | вулиця створена на підставі рішення Ужгородського виконкому від 26.02.1997 р. № 27. Розташована в мікрорайоні Доманинці. |
| 88017           | Бердянська                | вул.  | на честь міста Бердянськ |                                                                               | мкр. Садовий, периферійна зона                              | вулиця створена на підставі рішення Ужгородської міської ради № 984 від 13.02.2009 р. Знаходиться в мікрорайоні Садовий (вулиця Загорська) |
| 88000           | Берегівська               | вул.  | на честь закарпатського міста Берегово |                                                                               | мкр. Червениця, периферійна зона                            | вулиця створена на підставі рішення Ужгородської міської ради № 454 від 27.09.2007 р. Знаходиться в мікрорайоні Червениця |
| 88017           | Березова                  | вул.  | на честь дерева береза |                                                                               | мкр. Червениця, периферійна зона                            | вулиця створена на підставі рішення Ужгородського виконкому від 26.02.1997 р. № 27. Знаходиться в мікрорайоні Червениця |
| 88000           | Берчені Міклоша           | вул.  | на честь графа Міклош Берчені (1665—1725) — граф, один із лідерів антигабсбурзького угорського національно-визвольного повстання Ференца ІІ Ракоці. Володів Ужгородським замком | вул. Болотна, до 1984 р. вул. Б. Хмельницького. До 1992 р. вул. Новоросійська | серединна зона                                              | вулиця створена на підставі рішення Ужгородського виконкому № 75 від 27.05.1992 р. У дощові дні Мочар'янською(сьогодні Берчені) униз, до Малого Ужа, стікав цілий струмок, який утворив на вулиці ярок. Просто в нього і заклали у 1903 році труби, провівши на вулиці, яка тоді вже носила ім'я графа Міклоша Берчені, першу зливову каналізацію. Палац Бескида: елегантний двоповерховий будинок по вулиці Берчені, 45 знаходиться в переліку пам'яток архітектури місцевого значення. Будинок звів для себе поважний чиновник, губернатор Підкарпатської Русі Антон (у ті часи його ще називали Антонієм) Бескид — за високим кованим парканом, на якому добре видно монограму «АВ». З інвентарної справи видно, що побудували віллу у 1927-му, загальна земельна площа всього маєтку складає 3089 кв. м., а самого будинку — 514 кв. м. Військові 18 армії 4 Українського фронту у 1944-го зайняли будівлю, перетворивши її на свій штаб. У 1952-му у маєтку провели капітальний ремонт, а дитячий садок № 37 санаторного типу відкрили лише у 1962-році. Діяв він там аж до листопада 1991-го року. Можливо, саме в ті роки над центральною віссю будівлі була встановлена скульптура жінки, котра тримає на руках дитину. Ліпнина — тигр (чи інший «котячий»), зображений на фасаді в позі перед стрибком, вишкірив на усе це свої покришені часом зуби |
| 88015           | Бестужева-Рюміна Олексія  | вул.  | на честь Олексій Петрович Бестужев-Рюмін (нар. 22 травня (1 червня) 1693 — 10 (21) квітня 1768) — російський державний діяч і дипломат, генерал-фельдмаршал, канцлер Російської імперії |                                                                               | «Новий» р-н, периферійна зона                               | вулиця знаходиться в мікрорайоні Новий |
| 88000           | Білоруська                | вул.  | На честь держави Білорусі | колишня вул. Тичини                                                           | Кальварія, центральна зона                                  | вулиця створена на підставі рішення Ужгородського виконкому № 574 від 06.12.1957 р. Вулиця знаходиться в мікрорайоні Кальварія |
| 88015           | Біровчака Юрія            | вул.  | на честь Юрій Біровчак (навідник 53-ї механізованої бригади Збройних сил України. Загинув у листопаді 2015 р. на Донеччині, похований в Ужгороді). | колишня вул. Колгоспна                                                        | мкр. «Боздош»/завод, периферійна зона                       | вулиця створена на підставі рішення ЗОДА № 174 від 18.04.2016 р. Вулиця знаходиться в мікрорайоні Боздош. |
| 88018           | Бічна                     | вул.  | бічна тупикова вулиця до вулиці Швабська |                                                                               | центральна зона                                             | вулиця створена на підставі Ужгородського виконкому № 247 від 18.05.1963 р |
| 88017           | Блакитний                 | пров. | назва на честь кольору авіації — оскільки поруч аеропорт |                                                                               | ДОСААФ, периферійна зона                                    | вулиця створена на підставі рішення Ужгородської міської ради № 984 від 13.02.2009 р. |
| 88001           | Блистіва Олександра       |       | назва на честь Олександр Блистів — керівник ОУН у Хусті, поручик Карпатської Січі, командант сотні Хустського коша. Загинув у березні 1939 р. в Хустській в'язниці під час окупації Карпатської України військами хортіївської Угорщини. | вул. Краснодонців                                                             | периферійна зона                                            | вулиця створена на підставі рішення ЗОДА № 174 від 18.04.2016р |
| 88015           | Боб'яка Миколи            | вул.  | назва на честь Боб'як Микола — начальник Ужгородського карного розшуку, загинув у 1994 р. під час переслідування злочинців. | Колишня вул. Боздоська, вул. Приладобудівників, Боздоська дорога              | мкр. Боздош, периферійна зона                               | вулиця створена на підставі розпорядження голови Ужгородської міської ради № 57 від 10.08.1994 р. |
| 88007           | Богатирська               | вул.  | назва на честь людей богатирів |                                                                               | мкр. Радванка, серединна зона                               | вулиця створена на підставі розпорядження Ужгородської міської ради № 1235 від 25.09.2009 р. На вулиці знаходиться невеличка капличка Св. Івана Хрестителя |
| 88009           | Богомольця Олександра     | вул.  | назва на честь Олекса́ндр Олекса́ндрович Богомо́лець (1881—1946) — український учений-патофізіолог. Основоположник української школи патологічної фізіології, ендокринології і геронтології, організатор української науки. |                                                                               | «Новий» р-н, периферійна зона                               | вулиця створена на підставі рішення Ужгородського виконкому № 694 від 29.11.1955 р. Храм Пресвятої Тройці та храм Свято-всіх святих. |
| 88014           | Божук Миколаї             | вул.  | назва на честь Миколая Божук (Василина Божук; 3 січня 1907, Великий Бичків — 4 січня 1938) — поетеса Закарпаття міжвоєнного періоду, активіст Просвіти. Членкиня Пласту на Закарпатті. | вул. З. Космодем'янської                                                      | серединна зона                                              | вулиця створена на підставі рішення голови Ужгородської міської ради 57 від 10.08.1994 р. Поруч ЗОШ № 20 |
| 88002           | Бокшая Йосипа             | вул.  | Йо́сип Йо́сипович Бокша́й (1891—1975) — український живописець, педагог. Заслужений діяч мистецтв УРСР (з 1951), член-кореспондент Академії мистецтв СРСР (з 1958), Народний художник України (1960), Народний художник СРСР (1963). | Місячна                                                                       | вул. Герцена-Павловича, центральна зона                     | вулиця створена на підставі рішення Ужгородського виконкому № 402 від 19.08.1974 р. На старих картах Ужгорода добре видно, що тут колись розміщувалося військове містечко з великим квадратним плацом посередині. В народі це місце називали касарнями Франца Йосифа У 20—30-х роках минулого століття це був тихий, зелений, перспективний район, який мав зручне розташування — знаходився близько до гімназії й центру міста. Вже тоді вулиці там були вимощені, був прокладений водогін та каналізація, а будинки собі зводили здебільшого містяни відомі, еліта міста. На вулиці є вілла художника Бокшая. Йосип Бокшай сам намалював попередній проєкт будинку та ескіз фасаду. Виконавцем робіт став місцевий архітектор Бейла Фодор, котрий за 80 тисяч Кч. звів для художника будинок на 4 кімнати із кухнею та купальнею. Він був готовий у 1926 році і став справжньою окрасою цього тихого району. |
| 88020           | Болгарська                | вул.  | назва на честь держави Болгарія |                                                                               | промзона, периферійна зона                                  | вулиця створена на підставі рішення Ужгородського виконкому № 605 від 22.12.1976 р. На вулиці знаходиться завод «Турбогаз» та пожежна станція Ужгорода |
| 88007           | Болотинська               | вул.  | назва на честь колишньої назви мікрорайону Болотина | вул. Партизанська                                                             | серединна зона                                              | вулиця створена на підставі рішення Ужгородського виконкому № 75 від 27.05.1992 р. |
|                 | Борканюка                 |       | назва на честь Оле́кса Олексі́йович Борканю́к (1901—1942) — український комуністичний діяч на Закарпатті, організатор підпільного антинацистського руху, секретар Закарпатського крайкому Комуністичної партії Чехословаччини. |                                                                               |                                                             | вулиця створена на підставі рішення Ужгородського виконкому № 605 від 22.12.1976 р. |
| 88015 88009     | Бородіна Олександра       | вул.  | назва на честь Олекса́ндр Порфи́рович Бороді́н (1833—1887) — композитор і вчений-хімік | До 1984 р. частина вулиці називалася вул. Парк Декабристів                    | серединна зона                                              | вулиця створена на підставі рішення Ужгородського виконкому № 694 від 29.11.1955 р., № 295 від 01.08.1984 р., № 552 від 14.12.1977 р. На вулиці знаходиться міськвійськкомат. |
| 88017           | Боршоша-Кум'ятського Юлія | вул.  | назва на честь Ю́лій Васи́льович Бо́ршош-Кумня́тський (1905—1978) — український поет, педагог | вул. Фрунзе                                                                   | серединна зона                                              | вулиця створена на підставі рішення Ужгородського виконкому № 75 від 27.05.1992 р. |
| 88000           | Ботанічна                 | наб.  | назва на честь ботанічного саду УжНУ | наб. Піонерська                                                               | центральна зона                                             | вулиця створена на підставі рішення Ужгородського виконкому № 75 від 27.05.1992 р. |
| 88000           | Ботанічний сад            | пров. | назва на честь ботанічного саду УжНУ | пров. Ботанічний                                                              | центральна зона                                             | вулиця створена на підставі рішення Ужгородської міської ради № 1081 від 15.05.2018 р. |
| 88000           | братів Бращайків          | вул.  | назва на честь відомих регіональних громадських діячів Михайла та Юлія Бращайків | вул. Першотравнева                                                            | центральна зона, квартал Галагов                            | вулиця створена на підставі рішення Ужгородського виконкому № 75 від 27.05.1992 р. Поруч знаходиться дитяча поліклініка. |
| 88015           | братів Тобілевичів        | вул.  | назва на честь родини Тобілевичів — старовинний український шляхетський рід білорусько-литовського та польського походження, представники якого зробили видатний особистий внесок у справу відродження національної ідентичності українського народу та культурно-мистецького розвитку українського національного професійного реалістичного театру. |                                                                               | периферійна зона                                            | вулиця створена на підставі рішення Ужгородського виконкому № 574 від 06.12.1957 р. |
| 88017           | братів Шерегіїв           | вул.  | назва на честь рідних братів Юрій-Августин та Євген Шерегії — корифеї українського театру Срібної Землі. |                                                                               | мкр. «Червениця», периферійна зона                          | вулиця створена на підставі рішення Ужгородської міської ради № 561 від 05 квітня 2005 року |
|                 | Братиславська             | вул.  | назва на честь столиці сусідньої держави Словаччини |                                                                               | вул. Собранецька, біля в/ч, периферійна зона                | вулиця створена на підставі рішення Ужгородської міської ради № 984 від 13.02.2009 р. |
| 88018           | Брестська                 | вул.  | назва на честь міста Брест | колишній провулок Заньковецької                                               | р-н вул. Заньковецької-Сечені, серединна зона               | вулиця створена на підставі рішення Ужгородського виконкому № 295 від 15.08.1984 р. |
| 88014           | Бродлаковича Іллі         | вул.  | назва на честь Ілля Бродлакович — український живописець, працював у середині та 2-й половині 17 століття на Закарпатті. | вул. Баумана                                                                  | мкр. Шахта (Ужгород), серединна зона                        | вулиця створена на підставі рішення Ужгородського виконкому № 75 від 27.05.1992 р. Поруч обласний онкодиспансер та стародавнє юдейське кладовище |
| 88007           | Будителів                 | вул.  | назва на честь закарпатських діячів ХІХ століття яких об'єднували спільною назвою «будителі» | вул. Комсомольська                                                            | серединна зона                                              | вулиця створена на підставі рішення Ужгородського виконкому № 75 від 27.05.1992 р. Поруч обласний центр науково-технічної творчості учнівської молоді |
| 88017           | Букова                    | вул.  | назва на честь дерева бук |                                                                               | р-н вул. Лісної, периферійна зона                           | вулиця створена на підставі рішення Ужгородського виконкому № 27 від 26.02.1997 р.. Поруч знаходиться футбольне поле. |
| 88001           | Буковинська               | вул.  | назва на честь українського регіону Буковина | До 1977 р. вул. 50-річчя створення СРСР в с. Горяни                           | р-н вул. Краснодонців, периферійна зона                     | вулиця створена на підставі рішення Ужгородського виконкому № 28 від 28.01.1977 р. |

## В
| поштовий індекс | Назва               | Тип           | уточнення | Колишні назви | Місцевість                                                                                   | Що тут цікавого |
| --------------- | ------------------- | ------------- | --- | --- | -------------------------------------------------------------------------------------------- | --- |
| 88015 88009     | Вавилова Миколи     | вул.          | назва на честь Мико́ла Іва́нович Вави́лов (1887 — 1943) — вчений-генетик, ботанік, академік АН СРСР і АН УРСР, найбільше відомий роботами з ідентифікації центрів походження культурних рослин. Присвятив своє життя вивченню і удосконаленню сортів пшениці, зернових та інших хлібних культур, які годують населення всього світу. | | серединна зона                                                                               | вулиця створена на підставі рішення Ужгородського виконкому № 64 від 06.02.1956 р. |
| 88015           | Вайди Степана       | вул.          | названо на честь Степа́н Микола́йович Ва́йда (1922 — 1945) — командир 2-го танкового батальйону Першої окремої чехословацької танкової бригади 1-го чехословацького армійського корпусу в складі 101-го стрілецького корпусу 38-ї армії 4-го Українського фронту, поручик (посмертно капітан). Герой Радянського Союзу               | | периферійна зона                                                                             | вулиця створена на підставі рішення Ужгородського виконкому № 574 від 06.12.1957 р. |
| 88000           | Вакарова Дмитра     | вул.          | названо на честь Вакаров Дмитро Онуфрійович (літературні псевдоніми: Діма, Явір; 1920—1945) — український поет-антифашист | | Центр міста                                                                                  | вулиця створена на підставі рішення Ужгородського виконкому № 574 від 06.12.1957 р. Поруч хімічний факультет УжНУ. Сквер імені Гаврила Глюка зі скульптурою художника. |
|                 | Василівська         | вул.          | названо на честь імені Василь | | серединна зона                                                                               | вулиця створена на підставі рішення Ужгородської міської ради № 984 від 13.02.2009 р. |
| 88017           | Великоберезнянський | пров.         | названо на честь закарпатського містечка Великий Березний | | мкр Червениця, периферійна зона                                                              | вулиця створена на підставі рішення Ужгородської міської ради № 454 від 27.09. 2007 р. |
| 88000           | Великокам'яна       | вул.          | названо на честь гірської кам'яної зони місцезнаходження | | серединна зона                                                                               | вулиця створена на підставі рішення Ужгородського виконкому № 295 від 15.08.1984 р. Поруч науково-практичний медичний центр «Реабілітація |
| 88014           | Венеліна-Гуци Юрія  | вул.          | названо на честь Ю́рій Вене́лін (1802—1839) український історик, філолог, етнограф, фольклорист та медик. | колишня вул. Кадлубецька | мкр. Шахта (Ужгород), периферійна зона                                                       | вулиця створена на підставі рішення Ужгородського виконкому № 337 від 16.09.1970 р. |
| 88000           | Вербний             | пров.         | названо на честь дерева верба | | мкр. Червениця, периферійна зона                                                             | вулиця створена на підставі рішення Ужгородської міської ради № 454 від 27.09.2007 р. |
| 88006           | Верещагіна Василя   | вул.          | названо на честь Василь Васильович Верещагін (1842—1904) — художник-баталіст. Брав участь в укладанні альбому „Живописна Україна“ | | серединна зона                                                                               | вулиця створена на підставі рішення Ужгородського виконкому № 616 від 26.09.1953 р. |
| 88017           | Верховинська        | вул.          | названо на честь гірської частини Закарпаття — Верховина | | мкр. Червениця, периферійна зона                                                             | вулиця створена на підставі рішення Ужгородського виконкому № 694 від 29.11.1955 р. Поруч знаходяться два готелі, крафтова пивоварня та лісова зона Ужгорода. |
| 88009           | Весняний            | пров.         | названо на честь пори року — весна | | периферійна зона                                                                             | вулиця створена на підставі рішення Ужгородського виконкому № 75 від 21.09.1958 р. |
| 88000           | Винична             | вул.          | названо на честь колишніх виноградників | | Центр Ужгорода, серединна зона                                                               | вулиця створена на підставі рішення Ужгородського виконкому № 295 від 15.08.1984 р. Меморіальний будинок-музей народного художника України А. Коцки. У цьому будинку з 1945 р. жив і працював видатний художник Андрій Коцка (1911—1987). Біографічний розділ музею розповідає про життєвий та творчий шлях митця. У майстерні художника представлені портрети та пейзажі післявоєнного періоду. Вулиця Віннична в Ужгороді здавна була місциною тихою і красивою. Тут будували вілли і проживали городяни, котрі мали статки і вплив — і це відчувається в атмосфері вулиці досі, тут проживав директор Ужгородської електростанції Василь Грабар, у віллі Яна Мерфаіта. За офіційними документами, ця будівля на 5 кімнат, зведена у 1935 році, вже станом на 1946 рік була у комунальній власності і майнових прав на неї ніхто не висував. На вулиці Вінничній сусіди цей дім називають не інакше, як домом Ільницького, бо в радянські часи його надали для проживання секретарю обкому партії Юрію Ільницькому. |
| 88000           | Виноградівська      | вул.          | названо на честь закарпатського містечка Виноградова | | мкр. Червениця, периферійна зона                                                             | вулиця створена на підставі рішення Ужгородської міської ради № 454 від 27.09.2007 р. |
| 88017           | Виноградна          | вул.          | названо на честь місцевих виноградників | | мкр. Червениця, периферійна зона                                                             | вулиця створена на підставі рішення Ужгородського виконкому від 26.02.1997 р. № 27 |
| 88017           | Виноробів           | пров.         | названо на честь місцевих закарпатських виноробів | | мкр. Червениця, периферійна зона                                                             | вулиця створена на підставі рішення Ужгородської міської ради № 984 від 13.02.2009р |
| 88000           | Висока              | вул.          | названо на честь високої гірської місцевості | до 1975 р. вул. Висока, до 1992 р. вул. Ген. Петрова | серединна зона                                                                               | вулиця створена на підставі рішення Ужгородського виконкому № 75 від 27.05.1992 р. |
| 88017           | Вишневий            | пров.         | названо на честь дерева вишня | | мкр. Червениця, периферійна зона                                                             | вулиця створена на підставі рішення Ужгородського виконкому № 97 від 23.11.2006 р. |
| 88017           | Вишненімецький      | пров.         | названо на честь сусіднього словацького села Вишнє Нємецьке | | мкр. Червениця, периферійна зона                                                             | вулиця створена на підставі рішення Ужгородського виконкому від 26.02.1997 р. № 27 |
| 88017           | Вишні Остапа        | вул.          | названо на честь українського поета Остапа Вишні | | р-н вул. Загорської, периферійна зона                                                        | вулиця створена на підставі рішення Ужгородського виконкому від № 574 від 06.12.1957 р. |
|                 | Віденська           | вул.          | названо на честь столиці Австрії — Відень | | за вул. Собранецька, 158; периферійна зона                                                   | вулиця створена на підставі рішення Ужгородської міської ради № 984 від 13.02.2009р |
| 88017           | Вільнюська          | вул.          | 2009 | | квартал Садовий, периферійна зона                                                            | вулиця створена на підставі рішення Ужгородської міської ради № 984 від 13.02.2009 р. |
| 88017           | Вільхова            | вул., провул. | названо на честь дерева — вільха | | ДОСААФ, периферійна зона                                                                     | вулиця створена на підставі рішення Ужгородської міської № 984 від 13.02.2009 р. |
| 88017           | Вірменська          | вул.          | названо на честь держави Вірменія | | „кавказький“ р-н, серединна зона                                                             | вулиця створена на підставі рішення Ужгородської міської № 984 від 13.02.2009 р. Поруч знаходиться родовище унгваритів та невелике озеро-болото, |
| 88007           | Вовчка Марка        | вул.          | названо на честь української письменниці Марко Вовчок | | мкр. Радванка, серединна зона                                                                | вулиця створена на підставі рішення Ужгородського виконкому № 149 від 21.03.1957 р. |
| 88018           | Возз'єднання        | вул.          | названо на честь возз'єднання Закарпаття з Україною | | мкр. Боздош, частина Слов'янської наб., периферійна зона                                     | вулиця створена на підставі рішення Ужгородської міської ради УМР ХХІІ ІІІ скл. від 21.06.2000 р. Продовження Слов'янської набережної. |
| 88014           | Вокзальна           | вул.          | названо на честь траспортного вокзалу Ужгород-2 | | мкр. Доманинці, периферійна зона                                                             | вулиця створена на підставі рішення Ужгородської міської ради ХХІІ ІІІ скл. від 21.06.2000 р. |
|                 | Волинська           | вул.          | названо на честь українського регіону Волинь | | квартал Садовий, периферійна зона                                                            | вулиця створена на підставі рішення Ужгородського виконкому від 26.02.1997 р. № 27 |
| 88017           | Воловецька          | вул.          | названо на честь закарпатського містечка Воловець | | мкр. Червениця, периферійна зона                                                             | вулиця створена на підставі рішення Ужгородської міської ради № 454 від 27.09.2007 |
| 88018 88015     | Володимирська       | вул.          | названо на честь імені Володимир | | „Новий“ р-н, серединна зона (П № 2—40а, НП № 1—45), периферійна зона (П № 52—90, НП № 55—75) | вулиця створена на підставі рішення Ужгородського виконкому № 574 від 06.12.1957 р. Поруч історичне кладовище із швабськими похованнями. Катехитичний центр храм Св. Трійці та храм Святих Володимира і Ольги „Катехитичний центр“ |
| 88018           | Володимирський      | пров.         | названо на честь імені Володимир | рекомендується до перейменування | серединна зона                                                                               | вулиця створена на підставі рішення Ужгородського виконкому № 574 від 06.12.1957 р. Поруч річка Уж. |
| 88000           | Волошина Августина  | вул.          | названо на честь Августи́н Іва́нович Воло́шин (1874—1945) — релігійний, культурний, політичний діяч, греко-католицький священник Мукачівської єпархії, 1938 прем'єр-міністр автономного уряду Карпатської України, в 1939 став президентом цієї держави, Герой України (посмертно).                                                  | вул. Жовтнева. Частина вулиці, від так званого „хреста“ до її початку, у XVIII столітті називалася Маламостова, адже вела до малого мосту. А іншу частину називали Великою, потім — Казінці, а пізніше — Ракоці. Від сучасного „Едельвейса“ до фізичного факультету УжНУ вже була вулиця Соляна. | Центр Ужгорода                                                                               | вулиця створена на підставі рішення Ужгородського виконкому № 75 від 27.05.1992 р. Це одна з найбагатших на архітектурні та історичні пам'ятки вулиця Ужгорода. Вулиця Волошина, 9. Римо-католицький храм св. Георгія (Юрія) було зведено у стилі пізнього бароко протягом 1762—1766 рр. з розписами Яноша Лукача (1763) та необарочним вівтарем Л. Й. Краккера (1895). Для побудови храму були використані матеріали замкової церкви. Пізніше будівля зазнала реконструкцій, зокрема у 1910 році. Останніх змін зовнішнього вигляду храм зазнав у 2000—2001 роках. Незважаючи на ці перетворення, внутрішнє оздоблення залишилося без змін. Серед речей, які по-особливому є цінними — дві старовинні монстрації. У 1710 році граф Міклош Берчені — володар Ужгорода вивіз їх спочатку до Польщі, а згодом до Туреччини. Однак, пізніше цінні реліквії було повернуто в лоно церкви. Годинник, розміщений на костьолі, показує час ужгородцям з 1904 року. Вперше же годинник на цьому місці з'явився у 1820 році, але згорів. Новий хронометр, встановлений у 1857 році, також не зберігся. Всередині собору є орган. Навпроти, де сьогодні стоїть модерна триповерхова будівля, у дворі знаходилась найдавніша друкарня Ужгорода, яка належала кошицькому друкарю Яношу Еллінгеру. Цікаво що першими газетами найдавнішої Ужгородської друкарні була „Кошицько-Унгварська газета об'яв“ 1845 року та шематизм Мукачівської єпархії за той самий рік Вулиця Волошина, 13, одразу за церквою. Перший церковний дівочий виховний заклад міста — римо-католицький ліцей св. Гізелли, 1902—1907 рр чия скульптура і сьогодні прикрашає фронтон Ужгородського державного музичного училища ім. Д. Є. Задора. Частину кварталу вулиці Волошина займають будівлі колишнього пасажу „короля взуття Томаша Баті“ — так званого пасажу Баті, через який можна потрапити на Театральну площу та оглянути і придбати полотна сучасних закарпатських художників. На Маломостовій вулиці жив Августин Волошин. Він у 1934 році передає свій будинок для дівчат-сиріт греко-католицького обряду. На будинку, де у 1930-х рр. проживав видатний політичний діяч, встановлена меморіальна дошка. Трохи далі від цього будинку у 1906 році Мукачівська греко-католицька єпархія відкрила будинок-сиротинець для дівчат і сиріт дяко-вчителів ім. Єлизавети. Вулиця Волошина, 37. Закарпатський художній інститут. Перший художній навчальний заклад на Закарпатті засновано у березні 1946 р. під назвою Ужгородське державне художньо-промислове училище на чолі з А. М. Ерделі. Незвичні аркоподібні ворота ведуть до інституту. В оздобленні воріт зашифрована дата будівництва — 1771 рік. А також старий герб Ужанщини, найдавніше зображення якого відоме з 1571 року. Вулиця Волошина, 54 колишній Василіянський монастир, 1912 р. Нині тут фізичний та біологічний факультети Ужгородського національного університету, а також унікальний зоологічний музей |
| 88017           | Волошковий          | пров.         | названо на честь рослини — волошка | рекомендується до перейменування, колишній провулок Графітний | периферійна зона                                                                             | вулиця створена на підставі рішення Ужгородської міської ради № 729 від 23.05.2008 р. |
| 88009 88015     | Врабеля Михаила     | вул.          | названо на честь Михайла Андрійовича Врабеля (1866, Вирава, жупа Земплін, Австро-Угорщина — 4 січня 1923, Будапешт, Угорське королівство) — педагога, фольклориста, журналіста, книговидавця. | вул. Крупської | серединна зона                                                                               | вулиця створена на підставі рішення Ужгородського виконкому № 75 від 27.05.1992 р. |
| 88018 88005     | Вузька              | вул.          | названо у порівнянні з шириною інших сусідніх вулиць | | центральна зона (№ 1—33), серединна зона (НП№ 65—85, П№ 24—44)                               | вулиця створена на підставі рішення Ужгородського виконкому № 402 від 19.08.1974 р. |

## Г
| поштовий індекс   | Назва                             | Тип   | уточнення | Колишні назви                                     | Місцевість                                                                                     | Що тут цікавого |
| ----------------- | --------------------------------- | ----- | --- | ------------------------------------------------- | ---------------------------------------------------------------------------------------------- | --- |
| 88020 88006       | Гагаріна Юрія                     | вул.  | названо на честь Ю́рій Олексі́йович Гага́рін (1934 — 1968) — льотчик-космонавт, Герой Радянського Союзу, кавалер найвищих знаків відмінності низки держав, | колишня вул. Дравецька                            | серединна зона (П № 2—28к, НП № 1—71), периферійна зона (П№ 30—264, НП№ 73—393)                | вулиця створена на підставі рішення Ужгородського виконкому № 152 від 14.12.1961 р. та № 605 від 22.1976 р. Поруч знаходяться об'єкти: видавництво „Закарпаття“, національна корчма-музей „Деца у нотаря“, міський відділ поліції, професійний ліцей, на частині території колишнього танкового полку по вулиці Гагаріна здавна розташовувалися старі військові казарми та кладовище Першої світової війни. |
| 88007             | Галицького Данила                 | вул.  | названо Дани́ло Рома́нович, або король Данило, Данило Галицький (нар. 1201[2] — 1264) — король Русі (1253—1264), правитель Галицько-Волинського князівства (1238—1264). Князь галицький (1205—1206, 1211—1212, 1230—1232, 1233—1234, 1238—1264), володимирський (1205—1208, 1215—1238). Останній самостійний Великий князь Київський (1239—1240). Представник роду Романовичів, гілки Волинських Мономаховичів із династії Рюриковичів | вул. Орджонікідзе                                 | мкр. Радванка, серединна зона                                                                  | вулиця створена на підставі рішення Ужгородського виконкому № 75 від 27.05.1992 р. |
| 88017             | Гарайди Івана                     | вул.  | названо на честь Іван Андрійович Гарайда (1905—1944) — вчений, історик, філолог, редактор, викладач | вул. Дзержинського                                | серединна зона                                                                                 | вулиця створена на підставі рішення Ужгородського виконкому № 75 від 27.05.1992 р. |
| 88017             | Гвардійська                       | вул.  | названо на честь солдатів-гвардійців |                                                   | серединна зона (П № 2—50, НП № 1—31), периферійна зона (П № 52 — до кінця, НП № 33 — до кінця) | вулиця створена на підставі рішення Ужгородського виконкому № 75 від 27.05.1992 р. Домовий храм святого апостола й євангеліста Іоанна Богослова. Меморіал загиблим воїнам АТО, неподалік школа-інтернат для слабочуючих. |
| 88000             | Генерала Лялька Михайла Петровича | вул.  | названо на честь Лялько Михайло Петрович народився 31 серпня 1914 р. в селі Волосянка. У роки Великої Вітчизняної війни був у складі Чехословацького корпусу. У 1968 р. йому присвоєно звання генерал — майора міліції. Займався літературною працею: п'ять художньо — документальних повістей, які видавалися в Ужгороді, Москві, Празі, Братіславі. |                                                   | мкр. Червениця, периферійна зона                                                               | вулиця створена на підставі рішення Ужгородського виконкому № 454 від 27.09.2007 р. |
| 88009             | Генерала Свободи                  | вул.  | названо на честь Людвік Сво́бода (1895—1979), чехословацький військовий і політичний діяч, президент ЧССР в 1968—1975, генерал, Герой Радянського Союзу (1965), Герой ЧССР. |                                                   | „Новий“ р-н, периферійна зона                                                                  | вулиця створена на підставі рішення Ужгородського виконкому № 605 від 22.12.1976 р. Поруч ЗОШ № 8 |
| 88017             | Георгієва Дмитра                  | вул.  | названо на честь Гео́ргієв Дмитро́ В'ячесла́вович (нар. 17 серпня 1977, Миколаїв, СРСР — пом. 25 липня 2014, Луганськ, Україна) — український військовик, капітан, заступник начальника штабу 15 окремого гірсько-піхотного батальйону 128-ї окремої гірсько-піхотної бригади Сухопутних військ ЗС України. Загинув під час проведення антитерористичної операції на території Донецької та Луганської областей при обороні луганського аеропорту. | вул. Котовського Григорія                         | периферійна зона                                                                               | вулиця створена на підставі рішення ЗОДА № 174 від 18.04.2016 р. Неподалік школа-інтернат для слабочуючих. |
| 88000             | Героїв                            | вул.  | названо на честь героїв похованих на кладовищі Кальварія |                                                   | Кальварія, серединна зона                                                                      | вулиця створена на підставі рішення Ужгородського виконкому № 527 від 12.12.1972 р. Поруч історичне кладовище Кальварія. Памятник полеглим героям. |
| 88017             | Героїв війни                      | вул.  | названо на честь героїв всіх воєн |                                                   | р-н вул. Запорізької, периферійна зона                                                         | вулиця створена на підставі рішення Ужгородської міської ради № 591 від 28.04.2005 р. |
| 88005             | Героїв Крут                       | вул.  | названо на честь героїв бою під Крутами 1918 року | вул. Галана Ярослава                              | серединна зона                                                                                 | вулиця створена на підставі рішення ЗОДА № 174 від 18.04.2016р |
| 88002             | Герца Юрія                        | вул.  | названо на честь Юрій Дмитрович Герц (1931—2012) — народний художник України. | вул. Герцена Олександра                           | центр                                                                                          | вулиця створена на підставі рішення ЗОДА № 174 від 18.04.2016р |
|                   | Гіацинтовий                       | пров. | названо на честь квітки гіацинт |                                                   | квартал „вул. Загорська“, периферійна зона                                                     | вулиця створена на підставі рішення Ужгородської міської ради № 729 від 23.05.2008 р. |
| 88017             | Гірський                          | пров. | названо на честь гірської місцевості |                                                   | мкр. Червениця, периферійна зона                                                               | вулиця створена на підставі рішення Ужгородської міської ради № 454 від 27.09.2007 р. |
| 88017             | Гленца Фріца                      | вул.  | названо на честь Фріца Гленца, почесного жителя міста Ужгород | вул. Профспілкова                                 | р-н стадіону „Авангард“, серединна зона                                                        | вулиця створена на підставі рішення Ужгородської міської ради № 454 від 27.09.2007 р. Поруч Підвісний міст та готель „Олімп“ |
| 88000             | Глибока                           | вул.  | названо на честь потічка Глибокий, що зараз не існує. Якщо подивитися на карту міста 1863 року, то можна побачити, що потічок, який стікав Глибокою, починався на вершині гори Великий Дайбоц, а вже внизу, біля вулиці Собранецької, впадав у канал Малий Уж, який колись огинав територію Малого Ґалаґова. |                                                   | серединна зона                                                                                 | вулиця створена на підставі рішення Ужгородського виконкому від 26.02.1997 р. № 27. Це залишки давньої вулиці Глибокої. Цікаво, що повноцінною вулицею Глибока стала вже в ХХ столітті. До того її назви не зазначали на картах, та і в газетах цю місцину часто називали просто дорогою на виноградники. Глибока стежка чи Глибока дорога справді вела на гору, де розташовувалися великі ділянки старих виноградників, але більшість містян так високо по ній не підіймалися, доходили, частіше за все, лише до численних винних підвалів на сучасній вулиці Кошицька. на початку вулиці знаходиться скульптура Богородиці. |
| 88007             | Глиняна                           | вул.  | названо на честь глиняних відвалів із місцевого карєру |                                                   | р-н вул. Стефаника, периферійна зона                                                           | вулиця створена на підставі рішення Ужгородської міської ради № 984 від 13.02.2009 р. |
| 88020             | Глінки Михайла                    | вул.  | названо на честь Миха́йло Іва́нович Глінка (1804—1857) — російський композитор, засновник російської класичної музики. |                                                   | серединна зона                                                                                 | вулиця створена на підставі рішення Ужгородського виконкому № 605 від 22.12.1976 р. |
|                   | Глюка Гаврила                     | пл.   | названо на честь Гаври́ло Марти́нович Глюк (нар. 6 (19) травня 1912, Сигіт, Мармарош — 2 листопада 1983, Ужгород) — український живописець. Заслужений діяч мистецтв УРСР з 1963 року. | На розі вулиць Дмитра Вакарова та Підгірної.      |                                                                                                | вулиця створена на підставі рішення Ужгородської міської ради № 1081 від 15.05.2018 р. Тут розташовано міні-скульптуру присвячену памяті Г. Глюку. |
| 88000             | Гоголя Миколи                     | вул.  | названо на честь Мико́ла Васи́льович Го́голь (рос. Николай Васильевич Гоголь; прізвище при народженні Яно́вський, з 1821 року — Го́голь-Яно́вський; 20 березня [1 квітня] 1809 року, Сорочинці, Миргородський повіт, Полтавська губернія, Російська імперія — 21 лютого [4 березня] 1852 року, Москва, Російська імперія) — письменник. |                                                   | Центр Ужгорода                                                                                 | вулиця створена на підставі рішення Ужгородського виконкому № 75 від 27.05.1992 р. Поруч спеціалізована школа № 4. |
| 88015             | Годинки Антонія                   | вул.  | названо на честь Антоній (Антон, Антал) Годинка (псевдоніми: Сокирницький Сирохман, Сокирницький Сиротюк; 7 лютого 1864, Ладомирів, Австро-Угорщина — 15 липня 1946, Будапешт, Угорщина) — історик, філолог, фольклорист, публіцист і педагог мадяронського спрямування. Член-кореспондент (1910), дійсний член (1933) Угорської академії наук. | вул. Артема                                       | „Новий“ р-н, периферійна зона                                                                  | вулиця створена на підставі рішення Ужгородського виконкому № 75 від 27.05.1992 р. |
| 88017 88000       | Гойди Юрія                        | вул.  | названо на честь Ю́рій Андрі́йович Го́йда (15 березня 1919, с. Зняцьово — 2 червня 1955, Ужгород) — поет. Твори: „Люди моєї землі“ (1948), „Верховинська поема“ (1949), „Сонце над Карпатами“ (1951), „Угорські мелодії“ (1955). | вул. Київська                                     | Центр Ужгорода                                                                                 | вулиця створена на підставі рішення Ужгородського виконкому № 574 від 06.12.1957 р. Вулиця Гойди на Малому Ґалаґові повторювала силует старого русла притоки Ужа. Ужгородська скотобійня: судячи з карт, на території нинішнього КП „Водоканал м. Ужгорода“ між вулицею Митною і Гойди. Просто біля Собранецької вулиці, на вході до підприємства, стояла будівля адміністрації. Далі розташовувалося холодильне приміщення, хлів, два приміщення для забою, колодязь та коптильня. Українська Автокефальна Православна Церква. Карпатська єпархія Кафедральний храм апостола українського Андрія Первозванного (вул. Гойди, 4). Фонтан „Дівчина з голубом“, який встановлений біля будівлі головного управління статистики в Закарпатській області, у колишньому чехословацькому адміністративному центрі (вул. Гойди, 11). Скульптор М. Михайлюк. Моделлю для неї, до речі, була ужгородська студентка, а згодом художниця Мар'яна Фантич. Мало хто помічає, що зараз голуб, якого колись тримала дівчина, кудись „полетів“. Його вкрали. Фонтану більше 20 років, і рік-два тому його відреставрували за гроші меценатів, але птаха дівчині так і не повернули. Міні-скульптура Мілтону Фрідману, видатному американському економісту родом із Закарпаття. Скульптура Томашу Масарику, скульптура Мілану Штефаніку Ректорат УжНУ. Поруч сквер Малий Галагов, Франтішка Крупки та сквер Томаша Масарика. Місце для гри в петанк. Дитячий спортивний майданчик. Будівля благодійної „Руської народної кухні“, збудованої у 1930-х роках. Насадження сакур та інших екзотів. |
| 88015             | Голубина                          | вул.  | названо на честь птаха — голуб |                                                   | р-н вул. Грушевського, серединна зона                                                          | вулиця створена на підставі рішення Ужгородського виконкому № 574 від 06.12.1957 р. |
| 88017             | Гончара Остапа                    | вул.  | названо на честь Гонча́р Оле́сь (Олекса́ндр) Тере́нтійович (ім'я при народженні — Біличенко Олександр Терентійович; 3 квітня 1918, Ломівка, —14 липня 1995, Київ) — український письменник, літературний критик, громадський діяч. |                                                   | квартал ім. Ярослава Мудрого, периферійна зона                                                 | вулиця створена на підставі рішення Ужгородської міської ради № 729 від 23.05.2008 р. |
| 88017             | Горіхова                          | вул.  | названо на честь дерева — горіх |                                                   | р-н вул. Щедріна, „компотний“ р-н, периферійна зона                                            | вулиця створена на підставі рішення Ужгородського виконкому від 26.02.1997 р. № 27 |
| 88017             | Горсенська                        | вул.  | названо на честь міста-побратима Ужгорода — Горсенс, Данія |                                                   | мкр. „Західний“, кв. ім. Я. Мудрого, периферійна зона                                          | вулиця створена на підставі рішення Ужгородської міської ради № 1235 від 25.09.2009 р. |
| 88001             | Горянська                         | вул.  | названо на честь мікрорайону Горяни | Колишня вул. Виноградна                           | мкр. Горяни, периферійна зона                                                                  | вулиця створена на підставі рішення Ужгородського виконкому № 605 від 22.12.1976 р. |
| 88001             | Горянської Ротонди                | вул.  | названо на честь місцевої пам'ятки архітектури — храму-ротонди | вул. Висока                                       | мкр. Горяни, периферійна зона                                                                  | вулиця створена на підставі рішення Ужгородської міської ради № 139 від 26.09.2003 р. |
| 88000 88017       | Гошовського Володимира            | вул.  | названо на честь Володи́мир Леоні́дович Гошо́вський (*25 вересня 1922, Ужгород—†30 грудня 1996) — український фольклорист, етномузиколог, засновник кібернетичної етномузикології. | вул. Боженка Олександра                           | центральна зона (П) середнинна зона (НП)                                                       | вулиця створена на підставі рішення ЗОДА № 174 18.04.2016 р. На вулиці розташова дитяча поліклініка та обласне управління статистики.. Насадження сакур та інших екзотів. Будівля благодійної „Руської народної кухні“, збудованої у 1930-х роках. Скульптура Мілану Штефаніку |
| 88017             | Грабовий                          | пров. | названо на честь дерева — граб |                                                   | мкр. Червениця, периферійна зона                                                               | вулиця створена на підставі рішення Ужгородської міської ради № 454 від 27.09.2007 р. |
| 88007             | Гранітна                          | вул.  | названо на честь місця добування — граніту |                                                   | мкр Радванка, периферійна зона                                                                 | вулиця створена на підставі рішення Ужгородської виконкому № 694 від 29.12.1955 р. |
| 88000             | Гранчака Івана (І. М.)            | вул.  | названо на честь Іван Михайлович Гранчак (7 жовтня 1927, Нове Давидково — 13 січня 2000, Ужгород) — український історик і громадський діяч, дослідник новітньої історії Чехословаччини та Угорщини, а також історії Закарпаття, доктор історичних наук, професор |                                                   | ТЗ „Кошицький“, серединна зона                                                                 | вулиця створена на підставі рішення Ужгородської міської ради № 937 від 22.03.2006 р. |
| 88002             | Гренджі-Донського Василя          | пл.   | названо на честь Васи́ль Ґре́нджа-Донськи́й (24 квітня 1897, с. Волове на Закарпатті (нині смт Міжгір'я) — 25 листопада 1974, Братислава) — український поет, прозаїк, драматург, публіцист, перекладач, громадсько-культурний і політичний діяч, один із творців Карпатської України, редактор щоденної газети Карпатської України „Нова свобода“, співредактор часопису „Русинъ“. Борець за незалежність України у ХХ сторіччі. | площа Другета, вул. Горького                      | центральна зона.                                                                               | вулиця створена на підставі рішення Ужгородського виконкому № 75 від 27.05.1992 р. На площі знаходиться будинок товариства „Просвіта“, споруджений на народні кошти у 1928 році, в унікальному стилі чеського кубізму з „ліхтарем Кралічка“. Саме тут активно працював Ґренджа-Донський, на іншому будинку площі висить меморіальна дошка з портретом митця. Поруч — адмінбудівля УжНУ. Навпроти дві церковні будови: Церква християн-адвентистів сьомого дня (в заборі храму — кулеметний дот) та Євангельська методистська церква. |
| 88017             | Грибоєдова Олександра             | вул.  | названо на честь Олекса́ндр Сергі́йович Грибоє́дов (нар. 4 (15) січня 1795, за іншими джерелами — 1794, Москва, Російська імперія — пом. 30 січня (11 лютого) 1829, Тегеран) — російський дипломат, поет, драматург, піаніст, композитор, дворянин. Статський радник (1828). |                                                   | серединна зона                                                                                 | вулиця створена на підставі рішення Ужгородського виконкому № 694 від 29.11.1955 р. |
| 88017             | Грузинська                        | вул.  | названо на честь держави — Грузія |                                                   | „кавказький“ р-н, серединна зона                                                               | вулиця створена на підставі рішення Ужгородського виконкому № 519 від 22.08.1955 р. |
| 88017             | Грушева                           | вул.  | названо на честь фрукта груша |                                                   | р-н вул. Щедріна, „компотний“ р-н, периферійна зона                                            | вулиця створена на підставі рішення Ужгородського виконкому від 26.02.1997 р. № 27 |
| 88015 88009 88005 | Грушевського Михайла              | вул.  | названо на честь Миха́йло Сергі́йович Груше́вський (29 вересня 1866 — 26 листопада 1934) — український історик, громадський та політичний діяч. Голова Центральної Ради Української Народної Республіки (1917—1918). Член Історичного товариства ім. Нестора-Літописця, член Чеської АН (1914), почесний член Київського товариства старожитностей і мистецтв (1917), член-кореспондент ВУАН (1923) та АН СРСР (1929), багаторічний голова Наукового Товариства ім. Шевченка у Львові (1897—1913), завідувач кафедри історії Львівського університету (1894—1914), автор понад 2000 наукових праць | колишня вул. Енгельса (до 1970 р. вул. Мясницька) | серединна зона                                                                                 | вулиця створена на підставі рішення Ужгородського виконкому № 75 від 27.05.1992 р. Поруч розташований Ужгородський інститут культури та мистецтв. |
| 88005             | Гулака-Артемовського Петра        | вул.  | названо на честь Семе́н Степа́нович Гула́к-Артемо́вський (нар. 4 (16) лютого 1813, Городище — 5 (17) квітня 1873, Москва) — український композитор, співак, баритон (бас-баритон), драматичний артист, драматург, небіж письменника П. П. Гулака-Артемовського, автор однієї з перших опер на україномовне лібрето опери „Запорожець за Дунаєм“. |                                                   | серединна зона                                                                                 | вулиця створена на підставі рішення Ужгородського виконкому № 694 від 29.11.1955 р. |
| 88017             | Гуменний                          | пров. | названо на честь міста Гуменне, Словаччина | пров. Собранецький                                | мкр. Червениця, периферійна зона                                                               | вулиця створена на підставі рішення Ужгородської міської ради № 1081 від 15.05.2018р |
| 88017             | Гуса Яна                          | вул.  | названо на честь Ян Гус (1369, Чехія — 6 липня 1415, Німеччина) — римо-католицький священник, чеський середньовічний релігійний мислитель, реформатор церкви та проповідник, національний герой. | вул. Червоноармійська                             | серединна зона                                                                                 | вулиця створена на підставі рішення Ужгородського виконкому № 75 від 27.05.1992 р. Поруч площа Лаборця. |
| 88017             | Гусакський                        | пров. | названо на честь тварини — гуска-гусак |                                                   | мкр. Червениця, периферійна зона                                                               | вулиця створена на підставі рішення Ужгородського виконкому № 454 від 27.09.2007 р. |
| 88017             | Гуслярська                        | вул.  | названо на честь музики що грає на гуслях |                                                   | ДОСААФ, периферійна зона                                                                       | вулиця створена на підставі рішення Ужгородської міської ради № 984 від 13.02.2009 р. |

## Д
| поштовий індекс   | Назва                     | Тип     | Уточнення                                                                            | Колишні назви | Місцевість                                                                                                   | Що тут цікавого |
| ----------------- | ------------------------- | ------- | ------------------------------------------------------------------------------------ | --- | --- | --- |
| 88017             | Дагестанська              | вул.    | названо на честь регіону Кавказу — Дагестан                                          | | „кавказький“ р-н, серединна зона                                                                             | вулиця створена на підставі рішення Ужгородської виконкому від 26.02.1997 р. № 27 |
| 88000             | Дайбозька                 | вул.    |                                                                                      | вул. Куйбишева | Центр Ужгорода                                                                                               | |
| 88000             | Далека                    | вул.    |                                                                                      | | серединна зона                                                                                               | вул. Далека. Кальварія — найстаріше міське кладовище Ужгорода (засноване у 18 ст.) розташоване на горі, з якої відкривається чудова панорама на місто. Деякі краєзнавеці вважають, що в минулому тут було язичницьке капище. |
| 88017             | Данська                   | вул.    |                                                                                      | | квартал „вул. Загорська“, периферійна зона                                                                   | |
| 88014             | Дарвіна Роберта           | вул.    |                                                                                      | | периферійна зона                                                                                             | Для довідки: Ро́берт Уо́ринг Да́рвин — англійський лікар і фінансист. |
| 88017             | Дармштадська              | вул.    |                                                                                      | | квартал „Садовий“, периферійна зона                                                                          | Для довідки: вулиця названа на честь міста-побратима Ужгорода. |
| 88017             | Двінський                 | пров.   |                                                                                      | | квартал ім. Ярослава Мудрого, периферійна зона                                                               | |
| 88007             | Дворжака Антоніна         | вул.    |                                                                                      | вул. Емануіла Кліма | мкр. Радванка, серединна зона                                                                                | Для довідки: Дворжак Антонін (1841—1904) — видатний чеський композитор. |
| 88009 88005 88015 | Декабристів               | вул.    |                                                                                      | | серединна зона                                                                                               | Для довідки: Декабристи — перші російські дворяни-революціонери, які у грудні 1825 року прагнули силою встановити в Росії конституційний лад. |
| 88020             | Дем'яна Луки              | вул.    |                                                                                      | вул. Новаторів | Промзона, периферійна зона                                                                                   | |
| 88001 88007       | Дендеші Іштвана           | вул.    |                                                                                      | вул. Кольцова | мкр. Радванка — Горяни, серединна зона (П № 2—56, НП № 1—75), периферійна зона (П № 58—172, НП № 77—157)     | У передмісті Радванка розташований колишній садибний будинок поміщика, XVI—XVII ст., що є найбільш раннім пам'ятником житлової архітектури міста. У зв'язку з тим, що будинок деякий час використовувався лісництвом можна зустріти іншу назву будови „Будівля Лісництва“. Тут в 1620 р. народився угорський поет І. Дендеші. (вул. І. Дендеші, № 8). Неподалік знаходиться кар'єр, що представляє собою вулканічний базальтовий купол з озером. Костел Св. Яна Непомука (колишня римо-католицька церква у с. Радванка) розташована майже на краю гранітної скелі, зліва від старовинного кладовища. Свого часу єдина римо-католицька у всьому Ужанському комітаті. Її заснування датують далеким 1640 роком. Після Горянської ротонди Радванська римо-католицька церква була другою по своїй вагомості пам'яткою в околицях Ужгорода. Під горою, перш ніж дістатися до самої церкви, турист знайде спорожнілий постамент, на якому колись красувалася статуя святого Яна Непомуцького. Сам кам'яний Ян, обезглавлений, сьогодні моторошно підпирає рештки стін. Під лівою стіною римо-католицької церкви зберігся постамент, на якому у 50-ті роки стояла кам'яна статуя Яна Непомуцького. Є табличка із вказівкою, що це пам'ятка архітектури. |
| 89412             | Дитяча                    | вул.    |                                                                                      | | мкр. Шахта                                                                                                   | |
|                   | Дніпровська               | вул.    |                                                                                      | | мкр. Червениця, периферійна зона                                                                             | |
|                   | Дніпровський              | провул. |                                                                                      | | периферійна зона                                                                                             | |
| 88017             | Дністрянського Станіслава | вул.    |                                                                                      | | мкр. Червениця, периферійна зона                                                                             | |
| 88020             | Добоша Степана            | вул.    | 2016                                                                                 | вул. Пархоменка Олександра | центральна зона                                                                                              | Для довідки: Добош Степан Васильович (1912, с. Обава, Мукачівський район — 1978, Пряшів, Словаччина) — один із засновників і перший ректор Ужгородського університету. Пархоменко Олександр (1886—1921) — учасник бойових дій в Україні 1917—1921 рр., червоний командир. |
| 88017             | Добролюбова Миколи        | вул.    |                                                                                      | | серединна зона                                                                                               | Для довідки: Добролюбов Микола (1836—1861) — російський літературний критик, публіцист, революційний демократ. |
| 88007             | Добросусідський           | пров.   | 2018                                                                                 | пров. Мечникова Іллі | серединна зона                                                                                               | |
| 88002             | Добрянського Адольфа      | вул.    |                                                                                      | до 1977 р. вул. Добрянського, до 1992 р. вул. Матросова                                                                                  | Центр Ужгорода                                                                                               | Для довідки: Добрянський Адольф (1817—1901) — західноукраїнський політичний і громадський діяч, історик. |
| 88017             | Довбуша Олекси            | вул.    |                                                                                      | | периферійна зона                                                                                             | Для довідки: До́вбуш (Добощук) Оле́кса Васильович (1700—1745) — найвідоміший із опришківських ватажків у Карпатах. Мав брата Івана. |
| 88014             | Довга                     | вул.    |                                                                                      | | Доманинці, периферійна зона                                                                                  | |
| 88007             | Довговича Василя          | вул.    |                                                                                      | вул. Борканюка Олекси | серединна зона                                                                                               | Для довідки: Василь Довгович (справжнє прізвище Довганич; 1783—1849) — український філософ, мовознавець, поет, священник. Перший закарпатський академік (член Академії наук Угорщини з 1831). Борканюк Олекса (1901—1942), організатор партизанської боротьби на Закарпатті, секретар Закарпатського крайкому партії. |
| 88000 88008       | Довженка Олександра       | вул.    |                                                                                      | вул. Млинська (XVII ст.), Млинна (поруч був млин), потім — Пивоварна (там була пивоварня), а ще пізніше — Самовольського. вул. Калініна. | Центр Ужгорода, квартал Галагов                                                                              | Варто прогулятись вул. Довженко, де збереглись будинки чехословацького періоду, що є зразками високого рівня архітектурної майстерності. Родзинкою є амбар та винний льох (1781 р.) (вул. Довженко/вул. Ференца Ракоці II, № 2). Для довідки: Довженко Олександр (1894—1956) — український, радянський письменник, кінорежисер, кінодраматург, художник, класик світового кінематографа. |
|                   | Дойко Габора              | вул.    | неправильно Дайки                                                                    | колишня вул. Мате Залки | центральна зона                                                                                              | |
| 88017             | Докучаєва Василя          | вул.    |                                                                                      | | серединна зона                                                                                               | Церква Св. Архистратига Михаїла (вул. Докучаєва, 27, маг. „Веселка“) Для довідки: Докучаєв Василь (1846—1903) — природознавець, основоположник наукового генетичного ґрунтознавства та зональної агрономії. |
| 88014             | Долгоша Івана             | вул.    |                                                                                      | | мкр. Доманинці, за межами міста, периферійна зона                                                            | |
| 88014 88002       | Доманинська               | вул.    |                                                                                      | вул. Горького | мкр. Доманинці, периферійна зона                                                                             | На вулиці Доманинській у 1916 р. була збудована лютеранська церква (навпроти будинку „Просвіти“) та гонведська казарма ім. Ференца Йосифа, неподалік від якої розташувалася школа глухонімих. |
|                   | Донецька                  | вул.    | 2009                                                                                 | | периферійна зона                                                                                             | |
| 88007             | Донська                   | вул.    |                                                                                      | | мкр. Радванка, серединна зона                                                                                | |
| 88018             | Донського Дмитра          | вул.    |                                                                                      | | серединна зона                                                                                               | Для довідки: Д. Донський — князь Московський та Володимирський. |
| 88009 88015       | Достоєвського Федора      | вул.    |                                                                                      | | „Новий“ р-н, периферійна зона                                                                                | Достоєвський Федір Михайлович |
| 88020             | Дравецька                 | вул.    |                                                                                      | вул. Кольцова | мкр. Дравці, периферійна зона                                                                                | |
| 88015             | Драгоманова Михайла       | вул.    |                                                                                      | | мкр. Боздош, периферійна зона                                                                                | |
| 88002             | Другетів                  | вул.    | Від площі Корятовича аж до Оноковського каналу тягнеться старовинна вулиця Другетів. | до 1992 р. частина вул. Горького | ЗОШ№ 2 — міст через канал, центральна зона (П № 60—96, НП № 57—87), серединна зона (П № 98—172, НП № 89—115) | Для довідки: Другети — угорський магнатський рід французького походження. |
| 88017             | Дружби Народів            | пл.     |                                                                                      | | центральна зона                                                                                              | |
| 88007             | Дружня                    | вул.    |                                                                                      | | мкр. Радванка, П серединна зона                                                                              | |
| 88017             | Друзів                    | вул.    |                                                                                      | | р-н вул. Єньковської, периферійна зона                                                                       | |
| 88005             | Дубова                    | вул.    |                                                                                      | | серединна зона                                                                                               | |
| 88014             | Дунаєвського Ісаака       | вул.    |                                                                                      | | мкр. „Шахта“, периферійна зона                                                                               | Для довідки: Дунаєвський Ісаак (1900—1955) — видатний радянський композитор. |
| 88000             | Духновича Олександра      | вул.    |                                                                                      | вул. Шерстяна (Вовняна), вул. Базарна.                                                                                                   | Центр Ужгорода                                                                                               | На розі вулиць Духновича, Корзо та пл. Корятовича знаходиться колишній будинок легіонерів або цукерня Пурми (вул. Духновича, № 2), а навпроти аптека (вул. Духновича, № 1/пл. Корятовича, № 8). Міні-скульптура „Ейфелева вежа“ (на розі вул. Духновича і Капітульна). Для довідки: Духнович Олександр (1803—1865) — греко-католицький священник, українсько-русинський письменник, педагог, поет, культурний діяч. |

## Е
| поштовий індекс | Назва             | Тип  | Уточнення | Колишні назви | Місцевість                             | Що тут цікавого |
| --------------- | ----------------- | ---- | --------- | ------------- | -------------------------------------- | --- |
| 88018           | Егана Едмунда     | пл.  |           | пл. К. Маркса | т. з. мкр „Мала Прага“, серединна зона | Для довідки: Едмунд Еган (1851—1901) — відомий фахівець із економіки сільського господарства Угорщини.                           |
| 88002           | Електрозаводська  | вул. |           |               | серединна зона                         | |
| 88000           | Ерделі Адальберта | вул. |           |               | Центр Ужгорода                         | Для довідки: Ерделі Адальберт (1891—1955) — український живописець, основоположник Закарпатської школи образотворчого мистецтва. |

## Є
| N     | Назва       | Тип   | уточнення  | Колишні назви | Місцевість                                       | Що тут цікавого |
| ----- | ----------- | ----- | ---------- | ------------- | ------------------------------------------------ | --------------- |
| 88017 | Європейська | вул.  |            |               | р-н вул. Озерної, периферійна зона               |                 |
| 88017 | Єньківська  | вул.  | Єньковська |               | периферійна зона                                 |                 |
| 88017 | Єгерський   | пров. |            |               | р-н маг. Веселка» та СМ «Дастор», серединна зона |                 |
| 88017 | Єреванський | пров. |            |               | мкр. «Садовий», периферійна зона                 |                 |

## Ж
| поштовий індекс | Назва          | Тип  | Уточнення | Колишні назви                           | Місцевість                               | Що тут цікавого |
| --------------- | -------------- | ---- | --------- | --------------------------------------- | ---------------------------------------- | --- |
| 88020           | Жатковича Юрія | вул. |           | вул. Енергетиків, вул. Інтернаціональна | мкр. Дравці, периферійна зона            | Церква Різдва Пресвятої Богородиці («Дравці», вул. Жатковича, 1). |
| 88018           | Жемайте Юлії   | вул. |           | колишня вул. Бічна                      | центральна зона                          | Для довідки: Жемайте Юлія (1845—1921) — литовська письменниця, прозаїк та драматург. |
| 88000           | Живописна      | вул. | 2009      |                                         | р-н гот. «Дружба», серединна зона        | |
| 88017           | Житня          | вул. | 2009      |                                         | кв. ім. Саксаганського, периферійна зона | |
| 88017           | Житомирська    | вул. |           |                                         | квартал Садовий, периферійна зона        | |
| 88000           | Жупанатська    | пл.  |           | пл. Радянська                           | Центр Ужгорода                           | Популярний серед молоді сквер-альпінарій на пл. Жупанатській у самому центрі міста. Тут у бронзі застигли засновники закарпатської школи живопису Йосиф Бокшай та Адальберт Ерделі. Пам'ятник живописцям був встановлений у 1992 р скульптором М. Олійником. Поряд знаходиться двоповерховий будинок у стилі ампір — колишній будинок Ужанської жупи (1809 р.), де сьогодні розміщується Закарпатський обласний художній музей ім. Й. Бокшая (Жупанатська пл. № 3). Біля музею стоїть будівля реформатського храму 1793—1796 рр. у псевдоготичному стилі (Жупанатська пл. № 5). Сучасного вигляду храм набув в 1905—1906 рр. за проектом будапештської фірми «Фегер та Ріхтер». Реальна школа для хлопців споруджена в 1904 р. у стилі англійського романтизму. Нині тут діє загальноосвітня школа № 4 (вул. Жупанатська, № 10). |
| 88017           | Журавлина      | вул. |           |                                         | периферійна зона                         | |

## 3
| поштовий індекс   | Назва                     | Тип     | Уточнення                                           | Колишні назви                                         | Місцевість                                                                                              | Що тут цікавого |
| ----------------- | ------------------------- | ------- | --------------------------------------------------- | ----------------------------------------------------- | --- | --- |
| 88002             | Заводська                 | вул.    |                                                     |                                                       | серединна зона                                                                                          | |
| 88017             | Загорська                 | вул.    |                                                     | До 1984 р. вул. Фізкультурна До 1992 р. вул. Тульська | мкр «Західний», серединна зона (П № 2—28а, НП № 1—53), периферійна зона (П № 30—170, НП № 55—169)       | Свято-Вознесенський храм (вул. Загорська). |
| 88014             | Задора Дезидерія          | вул.    |                                                     |                                                       | мкр. Підлипники, периферійна зона                                                                       | Для довідки: Задор Дезидерій (1912—1985) — піаніст, диригент, педагог. |
| 88017             | Закарпатська              | вул.    |                                                     |                                                       | серединна зона                                                                                          | Каплиця (вул. Закарпатська). |
| 88005             | Залізнична                | вул.    |                                                     |                                                       | центральна зона (№ 2—2ж, 1—1а), серединна зона (П№ 6—46, НП№ 3—11)                                      | |
| 88000             | Замкова                   | вул.    |                                                     |                                                       | Центр Ужгорода                                                                                          | |
| 88000             | Замкові сходи             | вул.    | Замкові сходи з'єднують вул. Капітульну і Підгірну. |                                                       | Центр Ужгорода                                                                                          | Замкові сходи — звідси починалося місто і ті перші 10 вулиць, які зафіксовані в описі 1691 року. Ці сходи ведуть до Ужгородського замку, внизу жили люди, які обслуговували його жителів. Колись це була стежка, яка згодом перетворилася на сходи. Їх пофарбували у кольори веселки і вздовж встановили автентичні лавиці для закоханих. Звідси віткривається чудовий краєвид Ужгорода. Нині через цей маршрут проходять гості з усього світу. |
| 88018 88015 88009 | Заньковецької Марії       | вул.    | н/н Заньковецька                                    |                                                       | «Новий» р-н (№ 76—95), серединна зона (П № 2—38, НП № 1—27), периферійна зона (П № 48—72а, НП № 29—77г) | Монастир Св. Антонія (вул. Заньковецької, 9а, біля озера). Церква Марія-Повчанської Ікони Божої Матері (вул. Заньковецької, 9а). Біля спорткомплексу «Юність» (вул. Заньковецької, 5) красується (правда, недоглянута) скульптура дівчини, зростом із людину. Вздовж вулиці в квітні-травні цвітуть сакури. Для довідки: Заньковецька Марія (1854—1934) — видатна українська актриса.                                                           |
| 88017             | Запісочного Івана (І. П.) | вул.    |                                                     |                                                       | мкр. Червениця, периферійна зона                                                                        | |
| 88017             | Запорізька                | вул.    |                                                     |                                                       | Галагури, периферійна зона                                                                              | |
|                   | Затишна                   | вул.    |                                                     |                                                       | р-н Стефаника, периферійна зона                                                                         | |
| 88018             | Зв'язківців               | пров.   |                                                     |                                                       | радіоцентр, периферійна зона                                                                            | |
| 88017             | Зелемірська               | вул.    | Зелемирська                                         |                                                       | мкр. Червениця, периферійна зона                                                                        | |
| 88000             | Зелена                    | вул.    |                                                     |                                                       | серединна зона                                                                                          | |
| 88017             | Зодчих                    | вул.    |                                                     |                                                       | кв. ім. Саксаганського, периферійна зона                                                                | |
| 88007             | Золота                    | вул.    |                                                     | вул. 29 червня                                        | серединна зона                                                                                          | |
| 88017             | Золотиста                 | вул.    |                                                     |                                                       | периферійна зона                                                                                        | Свято-Воскресенський чоловічий монастир (вул. Золотиста, 35). |
| 88017             | Зоряний                   | провул. | 2009                                                | провул. Залізний                                      | мкр. Червениця, периферійна зона                                                                        | |

## І
| поштовий індекс | Назва              | Тип   | Уточнення  | Колишні назви                                                   | Місцевість                       | Що тут цікавого |
| --------------- | ------------------ | ----- | ---------- | --------------------------------------------------------------- | -------------------------------- | --- |
| 88017           | Іванківська        | вул.  |            |                                                                 | мкр. Червениця, периферійна зона | |
| 88007           | Івасюка Володимира | вул.  |            | вул. Терека П.                                                  | серединна зона                   | Для довідки: Івасюк Володимир Михайлович (1949—1979) — український композитор, поет, один із основоположників української естрадної музики, автор 107 пісень, Герой України (посмертно). Терек Павло — популярна фігура на Закарпатті 20—30-х років, робітник-угорець, борець за соціальне і національне визволення, пропагандист, один із керівників крайової комуністичної організації, депутат чехословацького парламенту. |
| 88002           | Інженерний         | пров. | 2018       | пров. Насипний. До 1977 р. частина вул. Насипної (№ 33—41 вкл.) | серединна зона                   | |
| 88007           | Ірлявського Івана  | вул.  | 2016       | вул. Сидоряка С.                                                | мкр. Радванка, серединна зона    | Для довідки: Ірлявський Іван (справжнє ім'я та прізвище Рошко Іван Іванович (1919—1942) — український поет, журналіст, громадський діяч, один з активних творців Карпатської України. Народився в с. Ірлява Ужгородського району, розстріляний у Бабиному Яру у 1942 р. |
| 88017           | Іршавська          | вул.  | 2007, нова |                                                                 | мкр. Червениця, периферійна зона | |
|                 | Іспанська          | вул.  | 2009       |                                                                 | периферійна зона                 | |

## Й
| поштовий індекс | Назва      | Тип  | Уточнення | Колишні назви  | Місцевість                             | Що тут цікавого                                                  |
| --------------- | ---------- | ---- | --------- | -------------- | -------------------------------------- | ---------------------------------------------------------------- |
| 88015           | Йокаї Мора | вул. |           | вул. Ш. Петефі | р-н вул. Заньковецької, серединна зона | Для довідки: Йокаї Мор (1825—1904) — видатний угорський романіст |

## K
| поштовий індекс   | Назва                 | Тип      | Уточнення                                                                | Колишні назви | Місцевість, квартал, мікрорайон | Що тут цікавого |
| ----------------- | --------------------- | -------- | ------------------------------------------------------------------------ | --- | --- | --- |
| 88017             | Кавказька             | вул.     |                                                                          | | серединна зона | |
|                   | Калинова              | вул.     | 2009                                                                     | | р-н вул. Стефаника, периферійна зона                                                                                                  | |
| 88017             | Кам'яний              | пров.    | 2007, новий                                                              | | мкр. Червениця, периферійна зона | |
| 88014 88002       | Канальна              | вул.     |                                                                          | Частина вулиці до 1977 р. — вул. Насипна (№ 1—26 включно, 42, 43, 52—54 включно) | мкр. «Підлипники», серединна зона (П № 2—88), за межами міста — периферійна зона                                                      | |
| 88002             | Канальна-Насипна      | вул.     |                                                                          | | | |
| 88000             | Капітульна            | вул.     |                                                                          | Це перша і найдавніша вулиця Ужгорода, в 1691 р. називалась Замковою. З 1776 р. вулицю перейменували на Капітульну, а за радянських часів — на Кремлівську. За часів незалежності вулиці повернули її історичну назву — Капітульна. | Центр Ужгорода | Одразу із Корзо через вул. Волошина можна потрапити на вул. Капітульну. Це була єдина вулиця, розміщена в межах зовнішніх оборонних споруд замку. Одна із найкрасивіших пам'яток старовинного Ужгорода — це Хрестовоздвиженський кафедральний собор (Капітульна, 11). Поруч — Єпископська резиденція, а сьогодні бібліотека університету (вул. Капітульна, № 9). Навпроти — сквер Марії-Терезії (вул. Капітульна, 4a/6). Міні-скульптура «Ейфелева вежа» в основі старовинного ліхтаря (на розі вул. Духновича і Капітульна). У кінці тихої вулиці знаходяться Ужгородський замок (вул. Капітульна, № 33) — це головна визначна пам'ятка міста. Замок розташований у центрі міста на Замковій горі. Збереглися стіни, бастіони, палац та фундамент готичного замкового костелу 14 ст. У дворі Закарпатського краєзнавчого музею (Ужгородський замок) три скульптури — Геракл (автор В. Кінне), Гермес та Турул. Поруч з замком знаходиться один із перших в Україні Закарпатський музей архітектури та побуту або «Скансен» (вул. Капітульна, № 33а), побудований в 1970 р. в місці, яке називали «Відьмина яма». Жителі міста називають музей просто «старе село». Навпроти музею знаходиться один із найстаріших педагогічних закладів на території України — колишня будівля греко-католицької семінарії (1883—1886 рр.), де, до речі, викладав перший Президент Карпатської України Августин Волошин (вул. Капітульна, № 24). На стіні будівлі встановлено дві меморіальні таблиці — Августину Волошину та вихованцям семінарії, які загинули на Красному Полі під Хустом 15.03.1939 р. Сьогодні приміщення семінарії займає юридичний факультет УжНУ. |
| 88015             | Капуша Олександра     | вул.     | 2016                                                                     | вул. Мондока Івана | серединна зона | Для довідки: Олекса́ндр Васи́льович Капуш (1991—2015) — український військовик, старший солдат Збройних сил України, учасник російсько-української війни. Герой України (2017, посмертно). Мондок Іван (1893—1937) — професор Ужгородської гімназії, канонік. |
| 88018 88015       | Капушанська           | вул.     | одна з найдовших і основних вулиць міста.                                | вул. Перемоги | «Новий» р-н, центральна зона (П № 2—28, НП № 1—27), серединна зона (П № 32—90, НП№ 35—141), периферійна зона (П№ 92—158, НП№ 143—189) | Церква Благовіщення Пресвятої Богородиці (вул. Капушанська). На вул. Капушанськый (Перемоги) висадили сакури. Для довідки: Вулиця Капушанська — одна з найдовших вулиць міста, її назва походить від напрямку дороги до міста Великі Капушани у Словаччині. У Радянські часи вулицю перейменували на честь річниці перемоги у Другій світовій війні. Кілька разів вулиця почергово змінювала свою назву, то на вулицю Капушанську, то на вулицю Перемоги Через це виникла плутанина в позначені окремих будинків. Істроичну назву (Капушанська) повернуто у 2018 році. Автодорога, яка з'єднує центр міста з одним із найбільших мікрорайонів «Новим районом» (від площі Петефі до села Сторожниці). Вулиця Капушанська одна з «в'їзних» у місто. |
| 88001             | Кар'єрний тупик       | провулок |                                                                          | | Горяни, периферійна зона | |
| 88002             | Кармелюка Устима      | вул.     |                                                                          | | центральна зона | Для довідки: Кармелюк Устим (1787—1835) — український національний герой, керівник повстанського руху на Поділлі. |
| 88017             | Карпатська            | вул.     | 2007, нова                                                               | | мкр Червениця, периферійна зона | |
|                   | Карпатської України   | вул.     |                                                                          | | | Для довідки: Карпатська Україна — Українська незалежна держава на частині території Закарпаття з 14 по 15 березня 1939 р. |
|                   | Карпатської України   | пл.      |                                                                          | | центральна зона | |
| 88000             | Кафедральний          | пров.    | 2018                                                                     | пров. Підгірний | Центр | |
| 88017             | Каховський            | пров.    |                                                                          | | кв. ім. Я. Мудрого периферійна зона                                                                                                   | |
| 88017             | Каштанова             | вул.     |                                                                          | | мкр. Червениця, периферійна зона | |
| 88017             | Мейсароша Кароля      | вул.     | нова вулиця на околиці міста (р-н СМ «Нова лінія»), перейменована у 2018 | вул. Кашшая Антона | квартал Садовий, периферійна зона | Для довідки: Мейсарош Карл (1821—1890) — юрист, журналіст, перший історик м. Ужгорода — у 1861 р. видав книгу «Історія Ужгорода від найдавніших часів до сьогодні». Народився в с. Гойдудорог (нині село в Угорщині). Помер та похований у с. Завадка (нині село в Словаччині). |
| 88017             | Каянська              | вул.     |                                                                          | | мкр. «Західний», кв. ім. Ярослава Мудрого, периферійна зона                                                                           | Для довідки: вулиця названа на честь міста-побратима Ужгорода, м. Каяни (Швеція). |
| 88017             | Кедрова               | вул.     |                                                                          | | мкр. Червениця, периферійна зона | |
| 88017             | Керченська            | вул.     |                                                                          | колишня вул. Чорноморська | серединна зона | |
| 88018             | Київська              | наб.     |                                                                          | колишня наб. Молотова | центральна зона | Православна набережна продовжується Київською набережною. Ця місцина теж рясніє міні-скульптурками. Мініатюрний пам'ятник Орієнтувальнику, Їглавські їжачки, Вузол Кротона, Солдат Швейк прикрашають перила. Також на набережній знаходиться обласний музичний драмтеатр ім. братів Шерегіїв. На площі перед його входом красується відлитий у бронзі монумент греко-католицькому священику, письменнику та педагогу Олександру Духновичу. Встановлений пам'ятник в 1998 р. Його автор — М. Белень. У травні на набережній цвітуть білі та рожеві каштани. Храм Святої Тройці (Київська набережна, 16). |
| 88018             | Кирила і Мефодія      | пл.      |                                                                          | пл. 50-річчя СРСР | центральна зона | Українська Православна Церква Московського патріархату Свято-Хресто-Воздвиженський кафедральний собор, який складається з нижнього Хресто-Воздвиженського храму та верхнього храму Христа Спасителя (пл. Кирила та Мефодія, № 7), був побудований в 1994 р., вміщає 5 тис. осіб. Перед готелем «Інтурист Закарпаття» (пл. Кирила і Мефодія, 5) є дві скульптури. Перша — це популярна серед туристів скульптура перед входом у готель, — ведмідь із крилами, який лапою тримає Землю. Створена ця скульптура у 2007 р. скульпторами М. Колодком, І. Цубиною та О. Єлезаровим, проте про двох останніх рідко згадують. Друга — пам'ятник закарпатським добровольцям, які загинули у Другій світовій. Автор — І. Бровдій, встановлено його у 2001 р. Для довідки: Кирило і Мефодій — македонські слов'янські просвітителі та проповідники християнства, творці слов'янської азбуки, перші перекладачі богослужбових книг на слов'янську мову. |
|                   | Кирилівська           | вул.     | 2009                                                                     | | р-н гост. «Дружба», серединна зона | |
|                   | Кишинівська           | вул.     |                                                                          | | периферійна зона | |
| 88000             | Кірпи Георгія         | пл.      |                                                                          | пл. Привокзальна | залізничний вокзал, центральна зона                                                                                                   | В грудні 2005 року Привокзальну площу в обласному центрі перейменували на площу Г. Кірпи. До 61-ї річниці з дня народження — 20 липня 2007 р. — встановили на Ужгородському вокзалі меморіальну дошку, погруддя та міні-музей Георгія Миколайовича Кірпи. У самому приміщенні вокзалу встановлене мармурове погруддя, а за склом — форма та деякі особисті речі Героя України. Це робота рук київських скульпторів, авторів надмогильного пам'ятника Кірпі. Для довідки: Кірпа Георгій (1946—2004) — український політичний діяч, інженер-транспортник, Герой України. |
| 88017             | Кленова               | вул.     |                                                                          | | мкр Червениця, периферійна зона | |
| 88015             | Климпуша Дмитра       | вул.     |                                                                          | | мкр. Боздош, периферійна зона | Для довідки: Дмитро Климпуш — один із керівників Гуцульської республіки. |
| 88017             | Клочурака Степана     | вул.     | виправлено помилку Клочарука                                             | | мкр. Червениця, периферійна зона | Для довідки: Степан Клочурак — громадсько-політичний діяч, президент Гуцульської республіки 1918—1919 рр. |
| 88017             | Князя Лаборця         | пл.      |                                                                          | | серединна зона | Для довідки: Лаборець (приблизно 875—892) — князь ранньофеодальної держави слов'янських племен білих хорватів між Тисою і Дунаєм. |
| 88017             | Князя Олега           | вул.     |                                                                          | | кв. ім. Ярослава Мудрого, периферійна зона                                                                                            | Для довідки: Князь Олег |
|                   | Кобзарська            | вул.     |                                                                          | | р-н вул. Стефаника, периферійна зона                                                                                                  | |
| 88006             | Кобилянської Ольги    | вул.     |                                                                          | | серединна зона | Для довідки: Кобилянська Ольга (1863—1942) — українська письменниця. |
| 88018             | Ковача Вілмоша        | вул.     |                                                                          | вул. Белінського Віссаріона | серединна зона | Для довідки: Вілмош Ковач — відомий угорський закарпатський письменник і перекладач, тривалий час жив і працював в Ужгороді у видавництві «Карпати». Белінський Віссаріон (1811—1848) — російський революційний демократ, літературний критик і публіцист, філософ-матеріаліст. |
| 88017             | Ковельська            | вул.     |                                                                          | | квартал Садовий, периферійна зона | |
| 88007             | Козацька              | вул.     |                                                                          | | мкр «Радванка», серединна зона | |
| 88017             | Колоскова             | вул.     |                                                                          | | кв. ім. Саксаганського, периферійна зона                                                                                              | |
| 88009 88005 88015 | Комендаря Василя      | вул.     | 2016                                                                     | вул. Джамбула Джабаєва | серединна зона (П № 8—78, НП № 15—95), периферійна зона (П № 80—80а, НП № 97—117)                                                     | Для довідки: Комендар Василь Іванович (1926—2015) — український ботанік, доктор біологічних наук, професор УжНУ та НУ «Києво–Могилянська академія», похований у м. Ужгороді. Джамбул Джабаєв (1846—1945) — казахський, радянський поет-акин. |
| 88015             | Комунальників         | вул.     |                                                                          | | вул. Достоєвського-Погорєлова, периферійна зона                                                                                       | |
| 88018             | Конопляна             | вул.     |                                                                          | | центральна зона | |
| 88017             | Корвалліська          | вул.     |                                                                          | | мкр. «Західний», квартал ім. Ярослава Мудрого, периферійна зона                                                                       | Для довідки: вулиця названа на честь міста-побратима Ужгорода, м. Корвалліс (США). |
| 88000             | Корзо                 | вул.     |                                                                          | вул. Мостова, Великомостова, Рашина, Ф. Казінці, Суворова | Центр | Це і є історичний центр міста — найвідоміша центральна і найбагатолюдніша вулиця Корзо. Частина будинків збудована в чехословацький період. Спеціальний туристичний ліхтар–вказівник покаже вам потрібний напрямок. Тут у серці історичного центру на розі вул. Корзо і Волошина на стіні побачите Ліхтарника дядю Колю, який запалює ліхтарі (2010 р., скульптор М. Колодко). Пам'ятник присвятили реальному жителю міста, який протягом 40 років вмикав старі ужгородські електричні ліхтарі. Цей пам'ятник — туристична принада. Дядя Коля за роботою. Його ще добре пам'ятають старожили як ерудовану та начитану людину. Саме тому біля драбини скульптор встановив портфель із книжками, який ліхтарник завжди носив із собою. Також поблизу — глобус Закарпаття. |
| 88020             | Коритнянська          | вул.     |                                                                          | | Промзона, периферійна зона | |
| 88017 88000       | Короленка Володимира  | вул.     |                                                                          | | мкр. Червениця, периферійна зона | Для довідки: Короленко Володимир (1853—1921) — російський, український письменник, журналіст, правозахисник. |
| 88000             | Корятовича Федора     | вул.     |                                                                          | Площа поділялася на площу Галькову (згодом Сечені) і вулицю Ринкову. Перша її назва — Галькова. | Центр | Одна з найдавніших площ міста, де щорічно збиралися ярмарки. Для довідки: Корятович Федір (бл. 1331—1414) — литовський князь із роду Коріятовичів, син Коріята-Михайла Гедиміновича, що князював у Новгород-Литовському князівстві. |
| 88017             | Космічна              | вул.     |                                                                          | | кв. ім. Саксаганського, периферійна зона                                                                                              | |
| 88017             | Котловинна            | вул.     |                                                                          | | серединна зона | |
| 88014             | Котляревського Івана  | вул.     |                                                                          | | мкр. Шахта, периферійна зона | Для довідки: Котляревський Іван (1769—1838) — письменник, поет, драматург, зачинатель сучасної української літератури. |
| 88017             | Кохання               | пров.    | 2009                                                                     | провул. Сірчаний | квартал «вул. Загорська», периферійна зона                                                                                            | |
| 88000             | Коцюбинського Михайла | вул.     |                                                                          | | центральна зона | Біля обласної прокуратури на вул. Коцюбинського побачимо одразу два пам'ятники — пам'ятний хрест, встановлений на честь 2000-річчя Різдва Христового, та пам'ятник працівникам прокуратури скульптора М. Беленя. На відкритті останнього у 2011 р скульптор розповів: «У цій скульптурі вміщено слов'янський світ, а його символ — лист липи. Тут віднайдете символічні знаки — перше зображення людини-птаха та перше зображення тризубу». Для довідки: Коцюбинський Михайло (1864—1913) — український письменник, голова «Просвіти» у Чернігові, один із організаторів Братства тарасівців. |
| 88000             | Кошицька              | вул.     | Кошіцька                                                                 | Колишня вул. Глубока, Мий утца — на Глубоку (сучасна Кошицька) (20—30-ті рр. ХХ ст.), | серединна зона | |
| 88006             | Кошового Олега        | вул.     |                                                                          | | серединна зона | Каплиця Покрова Пресвятої Богородиці (вул. Кошового, поліція). Для довідки: Кошовий Олег (1926—1943), один із керівників підпільної організації «Молода гвардія» у Краснодоні, Герой Радянського Союзу. |
| 88018             | Кошута Лайоша         | вул.     |                                                                          | вул. Кірова, колишня частина вул. Кірова | ринок «Белінського», серединна зона                                                                                                   | Для довідки: Кошут Лайош (1802—1894) — угорський державний діяч, прем'єр-міністр і правитель–президент Угорщини в період Угорської революції 1848—1849 рр. |
| 88017             | Крайній               | пров.    | 2018                                                                     | пров. Мартона Іштвана | Квартал Садовий, периферійна зона | |
| 88017             | Краківський           | пров.    |                                                                          | | квартал ім. Ярослава Мудрого, периферійна зона                                                                                        | |
| 88001             | Кралицького Анатолія  | вул.     |                                                                          | | мкр. Горяни, периферійна зона | Для довідки: |
| 88000             | Красна                | вул.     |                                                                          | вул. Червона | серединна зона | |
| 88017             | Кречка Михайла        | вул.     |                                                                          | | Квартал Садовий, периферійна зона | Для довідки: |
| 88017             | Крива                 | вул.     |                                                                          | | Квартал Садовий, периферійна зона | |
| 88000             | Крилова Івана         | вул.     |                                                                          | | центральна зона | Для довідки: Крилов Іван (1769—1844) — російський байкар. |
| 88000             | Кримська              | вул.     |                                                                          | | серединна зона | |
| 88017             | Кринична              | вул.     |                                                                          | | серединна зона | |
| 88000             | Криничний             | провулок |                                                                          | Рекомендується до перейменування | серединна зона | |
| 88017             | Кроснівська           | вул.     |                                                                          | | мкр. «Західний», квартал ім. Ярослава Мудрого, периферійна зона                                                                       | Для довідки: вулиця названа на честь міста-побратима Ужгорода, пол. Krosno. |

## Л
| поштовий індекс | Назва               | Тип   | Уточнення                          | Колишні назви              | Місцевість                                          | Що тут цікавого |
| --------------- | ------------------- | ----- | ---------------------------------- | -------------------------- | --------------------------------------------------- | --- |
| 88009 88015     | Легоцького Тиводара | вул.  | н/н Легоцька. магістральна вулиця. | вул. 60-річчя СРСР         | «Новий» район, периферійна зона                     | Храм Всіх Святих (вул. Легоцького, 76). Пресвятої євхаристії при монастирі Стрітення Господнього братів Капуцинів (вул. Легоцького, 44а). Для довідки: Легоцький Тиводар (1830—1915) — історик, етнограф, фундатор археології й музейної справи на Закарпатті. |
| 88007           | Лелекача Миколи     | вул.  |                                    | вул. Новостефаника         | мкр. Горяни, периферійна зона                       | Для довідки: Лелекач Микола (1909—1975) — історик, педагог, громадський і культурно-освітній діяч Закарпаття. |
|                 | Леонтовича Миколи   | пров. | 2018                               | пров. Грибоєдова Олександр | серединна зона                                      | Для довідки: Леонтович Микола (1877—1921), український композитор, хоровий диригент, громадський діяч, педагог, автор широковідомих обробок українських народних пісень для хору «Щедрик», «Дударик».                                                          |
| 88018           | Лермонтова Михайла  | вул.  |                                    |                            | р-н вул. Швабської, центральна зона                 | Для довідки: Лермонтов Михайло (1814—1841) — російський поет, прозаїк, драматург, художник, офіцер. |
| 88018           | Липова              | вул.  |                                    |                            | Готель «Ужгород», серединна зона                    | |
| 88001           | Лисенка Миколи      | вул.  |                                    | вул. Жданова               | мкр. Горяни, периферійна зона                       | Для довідки: Лисенко Микола (1842—1912) — український композитор, піаніст, диригент, педагог. |
| 88017           | Листопадна          | вул.  |                                    |                            | кв-л ім. Саксаганського, периферійна зона           | |
|                 | Литовська           | вул.  | 2009                               |                            | периферійна зона                                    | |
| 88000           | Лібшера Адольфа     | пров. | 2018                               | пров. Кошицький            | периферійна зона                                    | Для довідки: Лібшер Адольф (1887—1965) — чеський архітектор, автор плану забудови Малого Галагова в Ужгороді, спроектував ряд будівель в Ужгороді: Крайовий суд, в'язницю, блок житлових будинків для чиновників.                                              |
| 88017           | Лікарняна           | вул.  |                                    |                            | Квартал Садовий, периферійна зона                   | |
| 88017           | Лінійна             | вул.  |                                    |                            | кв. «ім. Я. Мудрого», периферійна зона              | |
| 88018 88015     | Лінтура Петра       | вул.  |                                    |                            | мкр. Боздош, периферійна зона                       | |
| 88014           | Лірична             | вул.  |                                    |                            | мкр. Доманинці, периферійна зона                    | |
| 88017           | Лісна               | вул.  |                                    |                            | периферійна зона                                    | |
| 88017           | Літня               | вул.  |                                    |                            | кв. ім. Саксаганського, периферійна зона            | |
| 88006           | Лобачевського Івана | вул.  |                                    |                            | серединна зона                                      | |
| 88014           | Лодія Петра         | вул.  |                                    | вул. Севастопольська       | мкр «Мала Прага», р-н вул. Другетів, серединна зона | Для довідки: Лодій Петро (1764—1829) — український закарпатський філософ, письменник, поет, правник, педагог. |
| 88017           | Лозова              | вул.  |                                    |                            | мкр. Червениця, периферійна зона                    | |
| 88000           | Ломоносова Михайла  | вул.  |                                    |                            | центральна зона                                     | Для довідки: Ломоносов Михайло (1711—1765) — російський учений-натураліст, геохімік, поет, реформатор російської мови, перший російський академічний учений.                                                                                                   |
| 88017           | Лугова              | вул.  | 2009                               |                            | ДОСААФ, периферійна зона                            | |
| 88000           | Лучкая Михайла      | вул.  |                                    | вул. Щорса                 | Центр                                               | Для довідки: Лучкай (Поп) Михайло (1789—1843) — закарпатський мовознавець, фольклорист та історик, парох Ужгородського Свято-Преображенського храму. |
| 88007           | Львівська           | вул.  |                                    |                            | серединна зона                                      | |
| 88017           | Лютянський          | пров. |                                    |                            | ДОСААФ, периферійна зона                            | |

## М
| поштовий індекс         | Назва                  | Тип   | уточнення                                    | Колишні назви                         | Місцевість, мікрорайон                                                        | Що тут цікавого |
| ----------------------- | ---------------------- | ----- | -------------------------------------------- | ------------------------------------- | ----------------------------------------------------------------------------- | --- |
| 88000                   | Магнолій               | вул.  |                                              |                                       | р-н УжНУ, периферійна зона                                                    | |
|                         | Мазепи Іван            | вул.  | нова, 2018                                   |                                       |                                                                               | Для довідки: Мазепа Іван (1639—1709) — український військовий, політичний і державний діяч, Гетьман Війська Запорізького. |
| 88005                   | Макаренка Антона       | вул.  |                                              |                                       | серединна зона                                                                | Для довідки: Макаренко Антон (1888—1939) — український та радянський педагог, письменник, один із засновників радянської системи дитячо-підліткового виховання. |
| 88017                   | Маковий                | пров. |                                              |                                       | кв. «ім. Я. Мудрого», периферійна зона                                        | |
| 88014                   | Мала                   | вул.  |                                              |                                       | мкр «Мала Прага», серединна зона                                              | |
|                         | Малий Уж               | пров. | провулок з'єднує вулиці Корятовича і Фединця |                                       | центральна зона                                                               | |
| 88017                   | Малинова               | вул.  |                                              |                                       | р-н вул. Щедріна, «компотний» р-н, периферійна зона                           | |
| 88017                   | Малоземельна           | вул.  |                                              |                                       | кв. ім. Саксаганського, периферійна зона                                      | |
| 88000                   | Малокам'яна            | вул.  |                                              |                                       | р-н вул. Кошицької, серединна зона                                            | |
| 88007                   | Малоужанська           | вул.  |                                              |                                       | мкр. Радванка, серединна зона (П № 2—28в)                                     | |
| 88017                   | Мальовнича             | вул.  |                                              |                                       | р-н УжНУ, периферійна зона                                                    | |
|                         | Мальтійська            | вул.  | 2009                                         |                                       | периферійна зона                                                              | |
| 88014                   | Манайла Федора         | вул.  |                                              |                                       | мкр. Підлипники, периферійна зона                                             | |
| 88017                   | Маргітича Івана        | вул.  |                                              |                                       | мкр. Червениця, периферійна зона                                              | |
| 88002                   | Маресьєва Олексія      | вул.  |                                              |                                       | Другетів-тупік, серединна зона                                                | Для довідки: Маресьєв Олексій (1916—2001) — радянський льотчик-ас, Герой Радянського Союзу. |
| 88014                   | Маркуша Олександра     | вул.  |                                              | вул. Жданова                          | мкр «Мала Прага», серединна зона                                              | Для довідки: Маркуш Олександр (1891—1971) — український закарпатський журналіст, етнограф, письменник. |
|                         | Мармурова              | вул.  |                                              |                                       | р-н вул. Стефаника, периферійна зона                                          | |
| 88020                   | Мартина Сергія         | вул.  | 2016                                         | вул. Паризької Комуни                 | Промзона, периферійна зона                                                    | Для довідки: Сергій Мартин (механік-водій військової частини 1778. Загинув у червні 2014 р. в бою біля смт Металіст на Луганщині, похований в Ужгороді на Пагорбі Слави). |
| 88017                   | Мартона Іштвана        | вул.  |                                              |                                       | Квартал Садовий, периферійна зона                                             | Для довідки: |
| 88017                   | Масарика Томаша        | вул.  |                                              | колишня вул. Островського Олександра  | серединна зона                                                                | Для довідки: Масарик Томаш (президент Чехословаччини 1918—1935 рр., зробив великий внесок у розвиток Закарпаття). Островський Олександр (1823—1886) — російський драматург. |
| 88002                   | Мебльовиків            | пров. |                                              | колишня частина вул. Кутузова         | серединна зона                                                                | |
| 88017                   | Медовий                | пров. | 2007, новий                                  |                                       | мкр. Червениця, периферійна зона                                              | |
| 88002                   | вул. Кашшая Антона     | вул.  | 2018                                         | вул. Мейсароша Кароля, Туряниці Івана | серединна зона                                                                | Для довідки: Художник Кашай А. жив і працював у будинку по цій вулиці, там досі живе його родина. майстерня-музей та будинок художника Антона Кашшая (24.01.1921 — 31.12.1991 рр., ужгородський живописець, народний художник України Туряниця Іван (1901—1955) — закарпатський комуністичний діяч. Кароль Мейсарош (20.07.1821 — 02.02.1890 рр.) — відомий ужгородський юрист-публіцист, автор першої історії Ужгорода. |
| 88000                   | Менделєєва Дмитра      | вул.  |                                              |                                       | центральна зона                                                               | Для довідки: Менделєєв Дмитро (1834—1907) — російський хімік, один із авторів Періодичної таблиці хімічних елементів. |
| 88001                   | Механізаторів          | вул.  |                                              |                                       | мкр Горяни, периферійна зона                                                  | |
| 88007                   | Мечникова Іллі         | вул.  |                                              |                                       | серединна зона                                                                | Для довідки: Мечников Ілля (1845—1916) — український, російський і французький науковець, один із основоположників еволюційної ембріології, імунології та мікробіології. |
|                         | Миколаївська           | вул.  |                                              |                                       | р-н вул. Стефаника, периферійна зона                                          | |
| 88017                   | Милославського Петра   | вул.  |                                              |                                       | Квартал Садовий, периферійна зона                                             | Для довідки: Милославський Петро |
| 88005 88009 88015 88018 | Минайська              | вул.  |                                              | вул. Героїв Сталінграда               | серединна зона (П№ 4—36, НП 3—29а), периферійна зона (П№ 38—60, НП№ 37—71)    | Храм на честь рівноапостольного князя Володимира та княгині Ольги (вул. Минайська, 71, район Залізничної лікарні). Гуляючи вулицею, куди туристи звертають рідко, біля зупинки (навпроти супермаркету) можна помітити «заховану» скульптуру, яка створена ще за радянських часів. Там є напис: «В ознаменування дружби радянських і чехословацьких будівельників скріпленою загальною творчою працею встановлений цей знак». А з'явився він ще у 1987 р (коли і раніше згадана «Земля»), його скульптором є В. Олашин. Навколо цього пам'ятника проходять часто, але майже ніколи не помічають і вже точно біля нього не фотографуються. |
| 88017                   | Мирна                  | вул.  |                                              |                                       | квартал «вул. Загорська», периферійна зона                                    | |
| 88002                   | Мирного Панаса         | вул.  |                                              |                                       | Хімфак, центральна зона                                                       | Для довідки: Панас Мирний, справжнє ім'я: Панас Рудченко (1849—1920) — український прозаїк та драматург. |
| 88000                   | Мисливський            | пров. |                                              |                                       | ТЗ «Кошицький», серединна зона                                                | |
|                         | Мистецька              | вул.  |                                              |                                       | р-н вул. Стефаника, периферійна зона                                          | |
| 88017                   | Митна                  | вул.  | магістральна вулиця                          | рос. Таможенная                       | центральна зона (П № 2—36, НП № 1—23), серединна зона (П № 38—66, НП № 25—27) | |
| 88000                   | Митрака Олександра     | вул.  |                                              |                                       |                                                                               | Для довідки: Митрак Олександр (1837—1913) — український письменник, фольклорист і етнограф Закарпаття. |
| 88000                   | Михайловецька          | вул.  |                                              |                                       | мкр. Червениця, серединна зона                                                | |
|                         | Михайлянца Едуарда     | пров. | Мостовий, 2019                               |                                       | центральна зона                                                               | |
| 88017                   | Міжгірська             | вул.  | 2007, нова                                   |                                       | мкр. Червениця, периферійна зона                                              | |
| 88015                   | Міксата Кальмана       | вул.  |                                              | вул. Бели Куна                        | серединна зона                                                                | Для довідки: Міксат Кальман (1847—1910) — відомий угорський письменник XIX—XX ст. |
| 88017                   | Мінська                | вул.  |                                              |                                       | мкр «Західний»,квартал Садовий, периферійна зона                              | |
| 88009                   | Міцкевича Адама        | вул.  |                                              |                                       | «Новий» р-н, периферійна зона                                                 | Для довідки: Міцкевич Адам (1798—1855) — видатний польський поет, засновник польського романтизму, діяч національно-визвольного руху. |
| 88014                   | Мічуріна Івана         | вул.  |                                              |                                       | периферійна зона                                                              | Для довідки: Мічурін Іван |
| 88009 88015             | Можайського Олександра | вул.  |                                              |                                       | «Новий» р-н, периферійна зона                                                 | Для довідки: Можайський Олександр (1825—1890) — морський офіцер, капітан І рангу, винахідник першого у світі літака. |
| ? 88017                 | Молдавський            | пров. |                                              |                                       | вул. Керченська, серединна зона                                               | |
| 88020                   | Молодіжна              | вул.  |                                              |                                       | мкр. Дравці, периферійна зона                                                 | |
| 88017                   | Миколи Бандусяка       | вул.  |                                              |                                       | мкр. «Західний», кв. ім. Я. Мудрого, периферійна зона                         | |
|                         | Моторна                | вул.  |                                              |                                       | периферійна зона                                                              | |
| 88001                   | Музейний               | пров. |                                              |                                       | Центр, периферійна зона                                                       | Церква Покрова Пресвятої Богородиці (мкр «Горяни», пров. Музейний). Горянська церква св. Миколи XII—XIV ст. (мкр «Горяни», пров. Музейний). |
| 88017                   | Музична                | вул.  |                                              |                                       | кв. ім. Саксаганського, периферійна зона                                      | |
| 88000                   | Мукачівська            | вул.  | магістральна вулиця                          | вул. Мункачі                          | центральна зона                                                               | Для довідки: раніше вулиця називалася іменем відомого угорського живописця Мігая Мункачі, проте помилковий переклад з угорської зробив із неї Мукачівську. |
| 88002                   | Мусоргського Модеста   | вул.  |                                              |                                       | серединна зона                                                                | Для довідки: Мусоргський Модест (1839—1881) — російський композитор. |

## Н
| поштовий індекс | Назва              | Тип   | Уточнення | Колишні назви | Місцевість                                                  | Що тут цікавого |
| --------------- | ------------------ | ----- | --------- | --- | ----------------------------------------------------------- | --- |
| 88018           | Навої Алішера      | пров. |           | | центральна зона                                             | Для довідки: Навої Алішер (1441—1501) — узбецький поет, державний діяч. |
| 88017           | Навчальна          | вул.  |           | | кв. ім. Саксаганського, периферійна зона                    | |
|                 | Нагірна            | вул.  |           | | р-н Стефаника, периферійна зона                             | |
| 88000 88008     | Народна            | пл.   |           | площа Леніна | центральна зона                                             | Площа збудована у конструктивістському стилі (1934—1936) за 20 мільйонів чехословацьких крон. Колишній будинок Народної ради (Земського управління) (арх. А. Крупка). Сьогодні це будівля обласної держадміністрації. Тут ростуть найбільші тюльпанові дерева в Ужгороді. Будівля колишньої чеської жандармерії, де нині знаходиться медичний факультет УжНУ (пл. Народна, № 1). До вулиці прилягає сквер Героїв Майдану. Скульптури можна побачити і на будівлі пл. Народної (біля будинку ОДА). Бронзовий пам'ятник Тарасу Шевченку встановлено у березні 1999 р. у партерному сквері. Скульптор — М. Михайлюк. |
| 88017           | Нарцисна           | вул.  | 2008      | | р-н вул. Озерної, периферійна зона                          | |
| 88002           | Насипна            | вул.  |           | | серединна зона                                              | |
| 88017           | Небесна            | вул.  |           | | р-н вул. Озерної, периферійна зона                          | |
| 88000           | Небесної Сотні     | вул.  | 2014      | колишня вул. Уральська | центральна зона                                             | |
| 88000           | Невицької Ірини    | вул.  |           | вул. Клари Цеткін | серединна зона                                              | Для довідки: Ірина Невицька (1886, Словаччина — 1966, Пряшів) — письменниця і активна громадська діячка. |
| 88017 88000     | Незалежності       | наб.  |           | Близько 20-ти років вона носила ім'я відомого художника Ігнаца Рошковича. У радянські часи це була спершу Сталінградська, а потім Ленінградська набережна. А от у проміжку між цими назвами були два роки, коли цю вулицю називали набережною витязя Іштвана Горті. | Центр                                                       | Старий чеський квартал розташований в історичному центрі міста. Офіційно район називають кварталом «Галагов». Тут, по обидва боки від транспортного мосту або від пішохідного мосту простягається знаменита Липова алея — найдовша у Європі і третьою за довжиною у світі липовою алеєю. Її довжина — 2,2—2,5 км — близько 300 лип, яку було висаджено ще у 1928 р. Цвіте алея все літо, оскільки тут зібрані різні сорти лип. Восени 2017 р. було висаджено молоді сакури. В 2009 р. на протилежному березі була висаджена алея сакур, що також вважається найдовшою в Європі. Бронзовий пам'ятник президенту Карпатської Августину Волошину (2003 р. Він створений рукою скульптора М. Михайлюка, але дехто вказує на В. Олашина. Надпис на пам'ятнику це спростовує це). Сквер ім. Пушкіна, а також — 400-річний ясен Масарика. На перилах набережної оселився Джон Лорд — засновник «Deep Purple». Будинок колишньої жіночої гімназії збудований в 1912 р. у еклектичному стилі. Сьогодні тут знаходиться Лінгвістична гімназія ім. Т. Г. Шевченка (наб. Незалежності, № 4). Між гімназією та ЦНАП на зеленій галявині — пам'ятник монументального мистецтва «Земля» скульптора М. Михайлюка та архітектора В. Лезу. Він стоїть тут з 1987 р. |
| 88018           | Некрасова Миколи   | вул.  |           | | серединна зона                                              | Для довідки: Некрасов Микола (1821—1878) — російський поет. |
| 88017           | Нижненімецький     | пров. |           | | мкр. Червениця, периферійна зона                            | |
| 88017           | Нікітіна Юрія      | вул.  |           | | р-н вул. Щедріна, периферійна зона                          | |
| 88017           | Нільсена Зігфріда  | вул.  |           | | Квартал ім. Ярослава Мудрого, периферійна зона              | |
| 88017           | Ніредьгазька       | вул.  |           | | мкр. «Західний», кв. ім. Ярослава Мудрого, периферійна зона | Для довідки: вулиця названа на честь міста-побратима Ужгорода, угор. Nyíregyháza. |
| 88007           | Нова               | вул.  |           | | мкр. Радванка, серединна зона                               | |
| 88018           | Новака Андрія      | вул.  |           | | центральна зона                                             | Для довідки: Новак Андрій (1850—1940) — закарпатський лікар, учений і педагог, засновник обласної клінічної лікарні. |
| 88018           | Нововолодимирська  | вул.  |           | | серединна зона                                              | |
| 88018           | Нововолодимирський | пров. |           | рекомендується до перейменування | серединна зона                                              | |
| 88014           | Новодоманинська    | вул.  |           | | мкр. Доманинці                                              | |

## 0
| поштовий індекс | Назва           | Тип  | Уточнення | Колишні назви                                                                              | Місцевість                                                | Що тут цікавого |
| --------------- | --------------- | ---- | --------- | ------------------------------------------------------------------------------------------ | --------------------------------------------------------- | --- |
| 88020           | Об'їзна дорога  | вул. |           |                                                                                            | периферійна зона                                          | |
| 88020           | Огарьова Миколи | вул. |           |                                                                                            | периферійна зона                                          | Для довідки: Огарьов Микола (1813—1877) — російський поет, публіцист, революційний діяч. |
| 88000           | Одеська         | вул. |           |                                                                                            | центральна зона                                           | |
| 88017           | Озерна          | вул. |           |                                                                                            | р-н вул. Щедріна, периферійна зона                        | |
|                 | Олександрівська | вул. |           |                                                                                            | Коритнянська, за заправкою, периферійна зона              | |
| 88000           | Ольбрахта Івана | вул. |           | колишні назви: Північна, Підвальна, Винні ряди, Підвальний ряд (у другій половині 19 ст.). | Центр                                                     | З Капітульної звивистою вуличкою, облаштованою ще кілька десятиліть тому, можна спуститися на ще одну тиху і ошатну місцину. На цій старовинній вуличці розмістилася мистецька кав'ярня «Під Замоком» («Снек»). Біля входу на вас чекатиме тутешній «швейцар» — міні-скульптурка Миколи Шугая. Ботанічний сад із безліччю екзотів, серед яких є найбільші в Ужгороді тюльпанові дерева, які ростуть біля магнолії, одразу при вході на територію (вул. Ольбрахта, 6). А ще на цій вуличці можна побачити будиночки, яким не одне десятиліття, а то й століття. Колишній особняк письменника Івана Ольбрахта (вул. Ольбрахта, № 21). Над винними підвалами, на крутому схилі замкової гори, привертає увагу будівля в стилі конструктивізму, де сьогодні розміщується Гунгарологічний центр УжНУ. Це — колишня вілла Андрія Бродія (1895—1946), відомого закарпатського політичного діяча. Ужгородський ботанічний сад (вул. Ольбрахта, 6). Для довідки: Ольбрахт Іван, справжнє ім'я: Каміл Земан (1882—1952) — чеський письменник та громадський діяч. |
| 88014           | Оноківська      | вул. |           | До 1976 р. частина вулиці мала назву вул. Українська                                       | мкр. Шахта, периферійна зона                              | |
| 88014           | Орлая Івана     | вул. |           |                                                                                            | мкр. Доманинці, периферійна зона                          | Для довідки: Іва́н Семе́нович Орлай (де Кобро́) (1771—1829) — учений-медик, освітній діяч, педагог, письменник. |
| 88000           | Орлина          | вул. |           |                                                                                            | серединна зона                                            | |
| 88017           | Орловська       | вул. |           |                                                                                            | мкр. «Західний», мкр. Садовий, периферійна зона           | Для довідки: вулиця названа на честь міста-побратима Ужгорода, |
| 88001           | Осетинська      | вул. |           | колишня вул. Нова в с. Горяни                                                              | р-н вул. Краснодонців, «кавказький» р-н, периферійна зона | |
| 88017           | Осипенко Поліни | вул. |           |                                                                                            | р-н вул. Щедріна, периферійна зона                        | Церква Божого Милосердя (вул. Осипенка, 14). Для довідки: Осипенко Поліна (1907—1939) — радянська льотчиця, одна з перших жінок, удостоєна звання Героя Радянського Союзу. |
| 88002           | Острівна        | вул. |           | колишній пров. Шумний                                                                      | Центр                                                     | |
| 88017           | отця Зореслава  | вул. | 2016      | вул. Локоти І.                                                                             | серединна зона                                            | Для довідки: Зореслав — письменник, активний діяч Карпатської України. |

## П
| поштовий індекс | Назва                         | Тип   | Уточнення              | Колишні назви | Місцевість                                                                                   | Що тут цікавого |
| --------------- | ----------------------------- | ----- | ---------------------- | --- | -------------------------------------------------------------------------------------------- | --- |
| 88017           | Павлова Івана                 | вул.  |                        | | стадіон «Авангард», серединна зона                                                           | Для довідки: Павлов Іван (1849—1936) — фізіолог, засновник російської фізіологічної школи, лауреат Нобелівської премії. |
| 88002           | Павловича Олександра          | вул.  |                        | | Центр                                                                                        | Для довідки: Павлович Олександр (1819—1900) — поет, громадський діяч, педагог. |
| 88000           | Панорамний                    | пров. | 2018                   | пров. Короленка Володимира | мкр. Червениця, периферійна зона                                                             | |
| 88007 88001     | Палая Андрія                  | вул.  | 2016                   | вул. Тельмана Ернста | мкр Радванка, серединна зона (П № 2—10, НП № 1—17), периферійна зона (П № 12—28, НП № 23—37) | Церква Введення в храм Пресвятої Богородиці (мкр Радванка, вул. Тельмана). Для довідки: Андрій Палай — солдат навідник роти вогневої підготовки 128-ї гірсько-піхотної бригади. Загинув у лютому 2015 р. в результаті ракетно-артилерійського обстрілу поблизу Дебальцева на Донеччині, похований в Ужгороді на Пагорбі Слави. Тельман Ернст (1886—1944) — лідер німецьких комуністів, один із головних політичних опонентів Гітлера. |
| 88002           | Панькевича Івана              | вул.  |                        | вул. Петра Великого | серединна зона                                                                               | Для довідки: Панькевич Іван (1863—1933) — український художник, літератор, громадський діяч. |
| 88017           | Паркова                       | наб.  |                        | | периферійна зона                                                                             | |
| 88000           | Пасаж                         | пров. | 2018                   | пров. Театральний | центральна зона                                                                              | |
| 88017           | Перечинська                   | вул.  | 2007, нова             | | мкр. Червениця, периферійна зона                                                             | |
| 88005           | Пестеля Павла                 | вул.  |                        | | серединна зона                                                                               | Для довідки: Пестель Павло (1793—1826) — дворянський революціонер, лідер декабристів у Україні, полковник. |
| 88000           | Петефі Шандора                | пл.   |                        | Найдавніша назва площі — Торгова поща. Пл. Орлина. Пл. Кошута. Пл. Т. Ґ. Масарика (1928). До 1961 р. пл. Сталіна До 1992 р. пл. Возз'єднання | Центр                                                                                        | На пл. Ш. Петефі в однойменному сквері «заховався» бронзовий пам'ятник угорському поету, публіцисту, громадському діячу та революціонеру Шандору Петефі. Встановлено його у 1990 р. Автор — Ф. Бені, ск. Б. Ференці. Поруч будівля колишнього готелю «Чорный орел» (пл. Петефи, 20) Нині тут діє Школа мистецтв. Палац Фріда — найвеличніший приватний будинок міста, який збудував Фрід Ігнац у 1910 р. Для довідки: Петефі Шандор, справжнє ім'я: Олександр Петрович (1823—1849) — угорський поет, публіцист, революційний діяч сербського і словацького походження. |
|                 | Петлюри Симона                | вул.  | нова, 2018             | |                                                                                              | Для довідки: Петлюра Симон (1879—1926) — український державний, військовий та політичний діяч, публіцист, літературний і театральний критик, голова Директорії УНР. |
| 88009           | Пирогова Миколи               | вул.  |                        | | периферійна зона                                                                             | Для довідки: Пирогов Микола (1810—1881) — російський та український хірург, анатом і педагог. |
| 88000           | Північна                      | вул.  |                        | | р-н УжНУ, серединна зона                                                                     | |
| 88001           | Підвальний                    | пров. |                        | | мкр. Горяни, периферійна зона                                                                | |
| 88000           | Підгірна                      | вул.  |                        | вулиця Домбалйо, 20—30-ті рр. ХХ ст. вул. Подкопецка, до 1992 р. частина вул. Горького                                                       | Центр, вул. Собранецька–ЗОШ № 2                                                              | |
| 88001           | Підгірянки Марійки            | вул.  |                        | | мкр. Горяни, периферійна зона                                                                | Для довідки: Підгірянка Марійка, справжнє ім'я: Марія Ленерт-Домбровська (1881—1963) — українська поетеса. |
| 88000           | Підградська                   | вул.  |                        | вул. Млинарська, до 1992 р. частина бульвару Визволення                                                                                      | центральна зона                                                                              | |
| 88014           | Підлипницька                  | вул.  |                        | | «Підлипники», периферійна зона                                                               | |
| 88017           | Плотені Нандора               | вул.  |                        | | р-н УжНУ, периферійна зона                                                                   | Для довідки: Плотені Нандор Фердинанд (1844—1933) — композитор, відомий скрипаль, граф, землевласник, розгорнув у В. Лазах потужне винне та спиртове виробництво. |
| 88015           | Погорєлова Володимира (В. С.) | вул.  |                        | вул. Жуковського Василя | периферійна зона                                                                             | Для довідки: Погорєлов Володимир (1926—1994) — учасник Великої Вітчизняної війни, начальник житлово-комунального господарства Ужгорода. Жуковський Василь (1783—1852) — великий російський поет, перекладач. |
| 88009           | Полонинська                   | вул.  |                        | провул. Фурманова Д. | р-н вул. Джамбула, периферійна зона                                                          | |
| 88007           | Полтавська                    | вул.  |                        | | периферійна зона                                                                             | |
| 88018           | Польова                       | вул.  |                        | | центральна зона                                                                              | |
| 88017           | Польська                      | вул.  | 2009                   | | р-н вул. Запорізької, периферійна зона                                                       | |
| 88015           | Попадинця Олександра          | вул.  | 2016                   | вул. Плеханова Георгія | серединна зона                                                                               | Для довідки: Олександр Попадинець — молодший сержант, командир відділення військової частини А1778. Загинув у бою внаслідок у червні 2014 року на Луганщині, похований в Ужгороді на Пагорбі Слави. Плеханов Георгій (1856—1918) — теоретик і пропагандист марксизму, філософ, видатний діяч російського і міжнародного соціалістичного руху. |
| 88002           | Попова Олександра             | вул.  |                        | | центральна зона                                                                              | Для довідки: Попов Олександр (1859—1906) — російський фізик та електротехнік, винахідник радіо. |
|                 | Поповича Дмитра               | вул.  | нова, 2018             | | р-н вул. Запорізької, периферійна зона                                                       | Для довідки: Попович Дмитро (07.11.1899 — 03.10.1968) — педагог, письменник, громадський і церковний діяч, засуджений на 25 р ГУЛАГу за відмову перейти у московське православіє. |
| 88017           | Постолакі Віталія             | пл.   |                        | до 2010 р. пл. Бабушкіна Юхима, до 2015 р. пл. Спортивна                                                                                     | серединна зона                                                                               | На XXVII сесії VI скликання (3-є пленарне засідання) Ужгородська міська рада ухвалила рішення № 1691 (9.04.2015 р.), на якому вирішила перейменувати площу Спортивну у м. Ужгороді на площу ім. В. Постолакі. Для довідки: Бабушкін Юхим (1880—1927) — російський революційний діяч. Віта́лій Андрі́йович Постола́кі (20.02.1965 — 12.02.2015) — майор Збройних сил України. |
| 88014           | Потушняка Федора              | вул.  | 2016                   | вул. Благоєва Дмитра | мкр. Шахта (Ужгород), периферійна зона                                                       | Для довідки: Потушняк Федір Михайлович (літературний псевдонім Ф. Вільшицький, Ф. Пасічник (1910—1969) — український закарпатський письменник, науковець–етнограф, археолог. Народився у с. Осій Іршавського району. Похований у м. Ужгороді. Благоєв Дмитро (1856—1924) — болгарський політичний діяч, засновник Комуністичної партії Болгарії. |
| 88000           | Поштова                       | пл.   |                        | 1971 р. пл. Поштова, з 1992 р. пл. Героїв Космосу                                                                                            | Центр                                                                                        | |
| 88000           | Православна                   | наб.  | магістральна набережна | наб. Ф. Палацького, наб. Московська | центральна зона                                                                              | Свято-Покровський храм (Православна наб, 23). Церква Покрови Пресвятої Богородиці була зведена в 1930 р. за проектом російського священника-архітектора Б. Коломацького (1896—1980) на кошти російських емігрантів та княгині Анастасії. Це зменшена копія церкви в підмосковній Коломні. Далі — пам'ятник «Скорботна мати», монумент встановлений у знак пам'яті за загиблими воїнами-інтернаціоналістами (скульптор — В. Олашин). Ще один подібний монумент присвячений загиблим закарпатським міліціонерам. Автор — М. Белень. Біля пам'ятника у 2017 р. висадили два десятки сакур. Також на цій набережній є кілька міні-скульптурок: закоханій парі, Кубик-Рубик та Свободка на сходах. Нещодавно на набережній відновили ретро-ліхтарі. |
| 88020           | Пржевальського Миколи         | вул.  |                        | | промвул. р-н вул. Огарьова-тупик, периферійна зона                                           | Для довідки: Пржевальський Микола (1839—1888) — мандрівник, природодослідник, науковець. |
| 88017           | Привітна                      | вул.  |                        | | кв. ім. Саксаганського, периферійна зона                                                     | |
| 88007           | Прикордонна                   | вул.  | Погранична             | | мкр. Радванка, серединна зона                                                                | |
| 88007           | Прикордонний                  | пров. | Пограничний            | рекомендується до перейменування | мкр. Радванка, серединна зона                                                                | |
| 88015           | Приладобудівників             | вул.  | Приладобудівельників   | | периферійна зона                                                                             | |
| 88000           | Приютський                    | пров. |                        | | серединна зона                                                                               | |
| 88006           | Проектна                      | вул.  |                        | | периферійна зона                                                                             | |
| 88020           | Промислова                    | вул.  |                        | | Промзона, периферійна зона                                                                   | |
| 88017           | Прорізна                      | вул.  |                        | | р-н вул. Озерної, периферійна зона                                                           | |
| 88017           | Пряшівська                    | вул.  |                        | | мкр. Червениця, периферійна зона                                                             | |
| 88000           | Пташиний                      | пров. |                        | | ТЗ «Кошицький», серединна зона                                                               | |
| 88017           | Пулюя Івана                   | пров. | 2018                   | пров. Добролюбова Миколи | серединна зона                                                                               | Для довідки: Пулюй Іван (1845—1918), етнічний український фізик і електротехнік, винахідник, організатор науки, публіцист, перекладач Біблії українською мовою, громадський діяч. Дійсний член Наукового товариства імені Шевченка. Добролюбов М. (1836—1861) — російський літературний критик, публіцист, революційний демократ. |
| 88000           | Пушкіна Олександра            | пл.   |                        | пл. Тиршова | Центр                                                                                        | Бюст російському поетові Олександру Пушкіну (1979 р. Авторами погруддя з мармуру є М. Попович та К. Лозовий). Поруч — пам'ятка архітектури 1934—1936 рр., де розташовано Закарпатське управління Національного банку України у стилі пізнього конструктивізму (пл. Пушкіна, № 1). На будинку є 4 скульптури. А якщо ви звернете на вул. О. Довженка, то над входом в Управління СБУ в Закарпатській області ще дві. Для довідки: Пушкін Олександр (1799—1837) — російський поет, драматург та прозаїк, реформатор і творець сучасної російської літературної мови. |
| 88001           | Пчілки Олени                  | вул.  |                        | | мкр. Горяни, периферійна зона                                                                | Для довідки: Пчілка Олена (псевдонім Ольги Петрівни Косач; 1849, Гадяч — 1930) — українська письменниця, драматург, публіцистка, громадська і культурна діячка, перекладачка, етнограф, член-кореспондент Всеукраїнської академії наук (1925). |
| 88017           | Пшенична                      | вул.  |                        | | кв. ім. Саксаганського, периферійна зона                                                     | |

## Р
| поштовий індекс | Назва                  | Тип   | Уточнення                                    | Колишні назви | Місцевість                                 | Що тут цікавого |
| --------------- | ---------------------- | ----- | -------------------------------------------- | --- | ------------------------------------------ | --- |
| 88007           | Радванська             | вул.  |                                              | колишня вул. Енгельса | серединна зона                             | |
| 88018           | Радищева Олександра    | вул.  | н/н Радіщева                                 | | серединна зона                             | Для довідки: Радищев Олександр (1749—1802) — російський письменник, просвітитель, дисидент. |
| 88017           | Радісна                | вул.  |                                              | | кв. ім. Саксаганського, периферійна зона   | |
| 88001           | Разіна Степана         | вул.  |                                              | | мкр. Радванка, периферійна зона            | Для довідки: Разіна Степана (1630—1671) — ватажок Селянської війни 1670—1671 рр. у Московії. |
|                 | Райдужна               | вул.  |                                              | | р-н вул. Сріблястої, периферійна зона      | |
|                 | Ракітна                | вул.  |                                              | | територія ДОСААФ, периферійна зона         | |
| 88008 88000     | Ракоці Ференца ІІ      | вул.  |                                              | вул. Свердлова. вул. А. Швегли (1925—1927)                                                                                       | Центр                                      | Родзинка Чеського кварталу. Простягається повз сквер ім. Героїв Майдану. Навпроти (на перехресті вулиць Довженка–Ракоці (№ 2) — «Совине гніздо» або «Богольвар» — колишній винний льох, який датується 1781 р. Тут ужгородці та гості міста насолоджуються вином під час фестивалів. Далі по вулиці — Дендросад Лаудона (сквер міськлікарні, вул. Ф. Ракоці, 3), де можна відпочити та випити води. Вулиці Ракоці та сусідня Довженка дуже популярні в квітні та травні, коли цвітуть сакури та інші дерева. Для довідки: Ракоці Ференца ІІ (1676—1735) — князь Трансільванії (Семигороддя), керівник антигабсбурзької національно-визвольної війни угорського народу 1703—1711 рр. Антон Швегла — колишній голова уряду ЧСР. |
| 88017           | Рахівська              | вул.  | 2007, нова                                   | | мкр. Червениця, периферійна зона           | |
| 88015           | Ревая Юлія             | вул.  |                                              | | мкр. «Боздош», периферійна зона            | |
| 88018           | Рєпіна Іллі            | вул.  | Репіна                                       | | р-н вул. Володимирської, серединна зона    | Для довідки: Рєпін Ілля (1844—1930) — російський художник-реаліст українського походження. |
| 88017           | Ризька                 | вул.  |                                              | | Квартал Садовий, периферійна зона          | |
| 88017           | Рилєєва Кіндрата       | вул.  |                                              | | периферійна зона                           | Для довідки: Рилєєва Кіндрата (1795—1826) — російський поет і революціонер-декабрист, один із нечисленних російських прихильників ідеї національного визволення України. |
| 88001           | Рильського Максима     | вул.  |                                              | колишня вул. Робітнича в с. Горяни                                                                                               | периферійна зона                           | Для довідки: Рильський Максим (1895—1964) — український поет, публіцист, громадський діяч. |
| 88017           | Рівна                  | вул.  |                                              | | квартал «вул. Загорська», периферійна зона | |
| 88000           | Робоча                 | вул.  |                                              | | р-н пл. Ш. Петефі, центральна зона         | |
| 88000           | Рожева                 | вул.  |                                              | | р-н вул. Високої, серединна зона           | |
| 88005           | Розлуцького Ігоря      | вул.  | 2016                                         | вул. Лазо С. | серединна зона                             | Для довідки: Ігор Розлуцький — водій-санітар медичної роти 128-ї гірсько-піхотної бригади. Загинув у листопаді 2014 р. біля Станиці Луганської, похований в Ужгороді на Пагорбі Слави. Проживав в Ужгороді біля вул. С. Лазо. Лазо Сергій (1894—1920) — російський революціонер, учасник Громадянської війни. |
|                 | Рокитна                | вул.  | у 2009 р цю вулицю вилучили зі списку вулиць | | периферійна зона                           | - |
| 88017           | Ромашкова              | вул.  |                                              | | р-н вул. Озерної, периферійна зона         | |
| 88017           | Ромжі Теодора          | вул.  | 2007, нова                                   | | р-н УжНУ, периферійна зона                 | |
| 88017           | Рослинний              | пров. | 2008                                         | | кв. «ім. Я. Мудрого», периферійна зона     | |
| 88017           | Рошка-Ірлявського      | вул.  |                                              | Підлягає перейменуванню (вже є Ірлявського)                                                                                      | мкр. Червениця, периферійна зона           | |
|                 | Рошковича              | наб.  |                                              | наб. Незалежності (до буд. № 4)                                                                                                  | центр                                      | |
| 88014           | Руданського Степана    | вул.  |                                              | | мкр. Шахта, периферійна зона               | Для довідки: Руданський Степан (1833—1873) — український поет. |
| 88000           | Руставелі Шота         | вул.  |                                              | | Кальварія, серединна зона                  | Некрополь. Для довідки: Руставелі Шота (1172—1216) — грузинський поет, один із найвидатніших представників літератури середньовіччя. |
| 88000           | Руська                 | вул.  |                                              | | центральна зона                            | |
| 88017           | Ротарійський сквер     | сквер |                                              | | пл. Дружби народів                         | На території парку, де у 2013 р. з'явилася арка з написом «Ротарі парк». |
| 88017           | сквер Героїв Чорнобиля | сквер | 2018                                         | Частину Ротарійського скверу на пл. Дружби Народів, де знаходиться одноіменний пам'ятник перейменовано на сквер Героїв Чорнобиля | пл. Дружби народів                         | пам'ятник закарпатцям–ліквідаторам наслідків Чорнобильської катастрофи, на якому зображена постать оголеного чоловіка. Його автор В. Олашин. |

## С
| поштовий індекс   | Назва                        | Тип      | Виправлення помилок         | Колишні назви                                                                                              | Місцевість, квартал, мікрорайон | Що тут цікавого |
| ----------------- | ---------------------------- | -------- | --------------------------- | --- | --- | --- |
| 88001             | Садова                       | вул.     |                             | колишня вул. Фізкультурна в с. Горяни                                                                      | мкр. Горяни, периферійна зона | |
| 88017             | Саксаганського Панаса        | вул.     |                             | | мкр «Західний», кв. ім. Саксаганського, периферійна зона                                                                                     | Для довідки: Саксаганський Панас |
| 88017             | Салтикова-Щедріна Михайла    | вул.     | Неправильно Щедріна         | | мкр Червениця, периферійна зона | У 2002 р. закладено греко-католицьку церкву Св. Георгія на вул. Щедріна (Червениця). Для довідки: Щедрін Михайло, справжнє прізвище: Салтиков, псевдонім Щедрін (1826—1889) — російський письменник. |
| 88017             | Салютна                      | вул.     |                             | | кв. ім. Саксаганського, периферійна зона | |
| 88017             | Сатумарська                  | вул.     |                             | | мкр. «Західний», квартал «Ярослава Мудрого», периферійна зона                                                                                | Для довідки: вулиця названа на честь міста-побратима Ужгорода, румун. Satu Mare, Szatmar. |
| 88017             | Свалявська                   | вул.     | 2007, нова                  | | мкр. Червениця, периферійна зона | |
| 88018             | Свиди Василя                 | вул.     | 2018                        | вул. Фірцака Іванна (2016), Ватутіна Миколи                                                                | Центр Ужгорода, серединна зона | Для довідки: Свида василь (22.10.1913 — 19.04.1989) — український скульптор, народний художник України, лауреат Державної Премії УРСР імені Тараса Шевченка, один із засновників Закарпатської школи скульптури). По цій вулиці знаходиться будинок художника з меморіальною дошкою. Ватутін Микола (1901—1944) — радянський воєначальник, генерал армії, Герой Радянського Союзу.                                      |
| 88017             | Світла                       | вул.     |                             | | квартал ім. Ярослава Мудрого, периферійна зона                                                                                               | |
| 88000 88005 88018 | Свободи                      | проспект |                             | (до 1957 р. пр. Булганіна), у 1960-х роках — площа, присвячена 50-літтю СРСР. Колишній пр. 40-річчя Жовтня | центральна зона | цвтіння сакур і райських яблунь. 18.04.2017 р. на проспекті Свободи заступник глави місії, міністр-радник Посольства Японії в Україні Мічіо Харада, Ужгородський міський голова Богдан Андріїв, заступник міського голови Олександр Білак та керуючий справами виконкому Ужгородської міської ради Олена Макара висадили перші 10 сакур із 30-ти, які Посольство Японії подарувало нашому місту. Ще 20 посадять восени. |
| 88017             | Сербська                     | вул.     |                             | | р-н вул. Запорізької, периферійна зона | |
| 88000             | Сестер Василіанок            | пров.    | 2007, нова                  | | мкр. Червениця, периферійна зона | Монастир черниць Сестер-Василіанок (біля стомат. факультету УжНУ, провулок Сестер Василіанок). Для довідки: Сестри Василіанки є монахинями Чину Святого Василія Великого. Цей міжнародній Чин діє у східних Католицьких Церквах, які дотримуються візантійського обряду. Він є найдавнішим монашим Чином у світі, бо його корені сягають IV століття.                                                                   |
| 88015 88018       | Сечені Іштвана               | вул.     |                             | вул. Кірова                                                                                                | серединна зона | Для довідки: Сечені Іштван (1791—1860) — угорський політик, громадський діяч та письменник, граф, один із найвизначніших угорських державних діячів, засновник Угорської Академії наук. |
| 88014             | Сєченова Івана               | вул.     | Сеченова                    | колишня вул. Нова в с. Доманинці                                                                           | мкр. Доманинці, периферійна зона | Для довідки: Сєченов Іван (1829—1905) — видатний фізіолог, психолог. |
| 88014             | Сільвая Івана                | вул.     |                             | вул. Чапаєва                                                                                               | р-н тубдиспансера, серединна зона | Для довідки: Сільвая Івана (1838—1904) — греко-католицький священник, поет і письменник русофільського напряму на Закарпатті. |
|                   | Сільвая                      | вул.     |                             | | мкр. «Підлипники» | |
| 88001             | Січових Стрільців            | вул.     | 2016                        | вул. Дев'ятого Січня                                                                                       | мкр. Радванка, периферійна зона | Для довідки: Січові стрільці — назва військових підрозділів Наддніпрянської Армії УНР та Збройних сил Української Держави, сформованих у 1917—1919 рр. на Наддніпрянській Україні. |
| 88009             | Сковороди Григорія (Г. С.)   | вул.     |                             | | периферійна зона | Для довідки: Сковорода Григорій (1722—1794) — український просвітитель-гуманіст, філософ, поет, педагог. |
| 88001             | Слави                        | вул.     |                             | колишня вул. Перемоги в с. Горяни                                                                          | мкр. Горяни, периферійна зона | |
| 88000             | Сливки Володимира            | вул.     |                             | | ТЗ «Кошицький», серединна зона | Для довідки: Сливка Володимир |
| 88017             | Сливова                      | вул.     |                             | | р-н вул. Щедріна, «компотний» р-н, периферійна зона                                                                                          | |
| 88017             | Словацька                    | вул.     |                             | | мкр. Червениця, периферійна зона | |
| 88015 88018       | Слов'янська                  | наб.     |                             | | мкр Новий, серединна зона | |
| 88017             | Смерековий                   | пров.    | 2007, новий                 | | мкр. Червениця, периферійна зона | |
| 88015             | Снігурського Дмитра          | вул.     |                             | | мкр. «Боздош», периферійна зона | Для довідки: Дмитро Снігурський — відомий лікар-невролог. |
| 88000 88017       | Собранецька                  | вул.     | магістральна вулиця         | вул. Радянська                                                                                             | мкр. Червениця, центральна зона (П № 2—72, НП № 1—47), серединна зона (П № 74—144, НП № 51—87), периферійна зона (П № 146—224, НП № 131—185) | Весною тут квітнуть сакури та тюльпанові дерева (перед Держсанепідемстанцією). Свято-Миколаївський храм (вул. Собранецька; Аеропорт). Для довідки: найдовша вулиця міста, її назва походить від напрямку, який веде до містечка Собранце (Словаччина). |
| 88017             | Соколина                     | вул.     |                             | | квартал «Саксаганського», периферійна зона                                                                                                   | |
| 88000             | Солов'їна                    | вул.     |                             | | серединна зона | |
| 88018             | Соляний                      | пров.    | 2007, новий                 | | ЗОРТПЦ, «Новий» р-н | |
| 88017             | Сомботгейська                | вул.     |                             | | мкр. «Західний», кв. ім. Я. Мудрого, периферійна зона                                                                                        | Для довідки: вулиця названа на честь міста-побратима Ужгорода, угор. Szombathely. |
| 88018             | Сонячна                      | вул.     |                             | | серединна зона | |
|                   | Сонячний                     | провул.  |                             | | серединна зона | |
| 88017             | Соснова                      | вул.     |                             | | мкр. Червениця, периферійна зона | |
| 88014             | Сосюри Володимира            | вул.     |                             | колишня вул. Б. Хмельницького в с. Доманинці                                                               | периферійна зона | Для довідки: Сосюра Володимир (1898—1965) — український письменник, поет-лірик, козак Армії УНР. |
| 88017             | Софіївська                   | вул.     |                             | | р-н вул. Озерної, периферійна зона | |
| 88005             | Спартака                     | пров.    |                             | | серединна зона | Для довідки: Спартак (109—71 рр. до н. е.) — гладіатор, вождь і лідер рабів під час великого повстання рабів проти Римської республіки. |
| 88007             | Спортивна                    | вул.     |                             | колишня вул. Горянська                                                                                     | мкр. Радванка, серединна зона | |
| 88017             | Срібляста                    | вул.     |                             | | мкр. Червениця, периферійна зона | Церква Св. Великомученика Георгія («Червениця», вул. Срібляста, 17). |
| 88000             | Ставровського-Попрадова Юлія | вул.     |                             | вул. Маяковського                                                                                          | Центр | Для довідки: Ставровський-Попрадов Юлій (1850—1899) — закарпатський поет і освітній діяч на Пряшівщині, греко-католицький священник. |
| 88000 88005       | Станційна                    | вул.     |                             | | центральна зона (П№ 1—9, НП № 4—30), серединна зона (П № 36—60)                                                                              | Сучасний залізничний вокзал по вул. Станційна, № 9. |
| 88015             | Старицького Михайла          | вул.     |                             | | периферійна зона | Для довідки: Старицький Михайло (1840—1904) — український письменник, поет, драматург, прозаїк, театральний і культурний діяч. |
| 88014             | Стародоманинська             | вул.     |                             | колишня вул. Доманинська                                                                                   | мкр. Доманинці, периферійна зона | Церква Успіння Пресвятої Богородиці («Доманинці», вул. Стародоманинська, 2). |
|                   | Степанівська                 | вул.     | 2009                        | | р-н вул. Стефаника, периферійна зона | |
| 88007             | Стефаника Василя             | вул.     |                             | | мкр. Горяни, периферійна зона | Для довідки: Стефаник Василь (1871—1936) — український письменник, майстер експресіоністичної новели, депутат Австрійського парламенту від Галичини. |
| 88002             | Столєтова Олександра         | вул.     |                             | Частина вулиці до 1977 р. вул. Насипна (№ 44—51 включ)                                                     | серединна зона | Для довідки: Столєтов Олександр (1839—1896) — російський фізик, один із фундаторів квантової фізики. |
| 88000             | Стрільнична                  | вул.     |                             | вул. Ловелде, вул. Стрелніцка (20—30-ті рр. ХХ ст.)                                                        | серединна зона | Для довідки: названа так через те, що в 1860-х на ній розташовувався військовий тир. |
| 88017             | Студентська                  | наб.     |                             | | серединна зона | Перша алея дерев гінкго білоба з'явилася на початку квітня 2018 р. в Ужгороді, неподалік від ПАДІЮНу. Дерева висадили у рамках форуму #EcoDays. |
| 88005             | Сурикова Василя              | вул.     | виправлено помилку Сурікова | | серединна зона | Для довідки: Суриков Василь (1848—1916) — російський живописець, майстер історичних полотен. |
| 88007             | Східна                       | вул.     |                             | | «Болотина», серединна зона | |

## Т
| поштовий індекс | Назва                  | Тип                      | Уточнення             | Колишні назви | Місцевість                                                                               | Що тут цікавого |
| --------------- | ---------------------- | ------------------------ | --------------------- | --- | ---------------------------------------------------------------------------------------- | --- |
| 88017           | Таллінська             | вул.                     |                       | | квартал «Садовий», периферійна зона                                                      | |
| 88017           | Ташкентський           | пров.                    |                       | | квартал «Садовий», периферійна зона                                                      | |
|                 | Тбіліська              | вул.                     | 2009                  | | периферійна зона                                                                         | |
| 88000           | Театральна             | пл.                      | площа Євгенія Фенцика | колишня площа ім. Хрущева | центральна зона                                                                          | Готель «Корона», збудований в 1908 р. Сьогодні на будівлі слова «KORONA» вже немає, оскільки в його приміщеннях розташована Ужгородська філія МАУП ім. А. Волошина (пл. Фенцика, № 5—7). Мармурове погруддя закарпатському письменнику, церковному діячеві Євгену Фенцику. Встановили його у 1926 р. біля облфілармонії в однойменному парку на пл. Є. Фенцика (поруч із пл. Театральна). Скульптор — О. Мондич-Шиналі. Закарпатський академічний обласний театр ляльок «БАВКА», пл. Театральна, 8. |
| 88017           | Теліги Олени           | вул.                     |                       | | мкр «Західний», кв. «ім. Саксаганського», периферійна зона                               | Для довідки: Теліга Олена — українська поетеса, літературний критик, діяч української культури, діячка ОУН. |
| 88017 88014     | Теплична               | вул.                     |                       | | периферійна зона                                                                         | |
| 88017           | Тернопільська          | вул.                     |                       | | Квартал Садовий, периферійна зона                                                        | |
| 88014           | Технічна               | вул.                     |                       | | мкр Доманинці, периферійна зона                                                          | |
|                 | Тиводара Михайла       | вул.                     | нова вулиця, 2018     | |                                                                                          | Для довідки: Тиводар Михайло (7.02.1936 — 20.10.2017) вчений-етнолог, педагог вищої школи, професор Ужгородського національного університету. |
| 88014           | Тисянська              | вул.                     |                       | до 2006 р. частина вул. Стародоманинської до № 96                                                                             | мкр. Доманинці, периферійна зона                                                         | |
| 88014           | Тисянський             | тупик (пров.)            |                       | колишня вул. Тисянська | мкр. Доманинці, периферійна зона                                                         | |
| 88000           | Тиха                   | вул.                     |                       | | центр, Кальварія, серединна зона                                                         | |
| 88000 88018     | Тихого Франтішка       | вул.                     |                       | вул. Готвальда | центральна зона                                                                          | Для довідки: Тихий Франтішек (1886—1968) — чеський та український письменник, філолог-україніст, педагог. |
| 88014           | Тичини Павла           | вул.                     |                       | колишня вул. Суворова в с. Доманинці                                                                                          | мкр. Доманинці, периферійна зона                                                         | Для довідки: Тичина Павло (1891—1967) — український поет, перекладач, публіцист, громадський діяч. |
| 88014           | Тімірязєва Климента    | вул.                     |                       | | мкр Шахта, серединна зона (НП№ 1—15д, П№ 2—12), периферійна зона (П№ 16—110, НП№ 17—21а) | Храм на честь святителя Іоанна Шанхайського і Сан-Франциського (вул. Тімірязєва, 17, мкр Шахта). Храм Святої Тройці (вул. Тімірязєва). Церква Свящ. Йософата і всіх Святих (вул Тимірязєва). Для довідки: Тімірязєв Климент (1843—1920) — російський природознавець-дарвініст, біолог, фізіолог, фундатор школи фізіології рослин. |
| 88015           | Тлехаса Бориса (Б. Ю.) | вул.                     |                       | до 1995 р. частина вул. Заньковецької (від № 74 та № 79 і до межі міста). частина вул. Заньковецької (Легоцького — Чорновола) | «Новий» р-н, мкр. Сторожниця, периферійна зона                                           | |
| 88018           | Толстого Льва          | вул.                     |                       | | центральна зона                                                                          | Для довідки: Толстой Лев (1828—1910) — великий російський письменник, громадський діяч. |
| 88015           | Томенчука              | алея, сквер, парк, площа |                       | Слов'янська наб. | периферійна зона                                                                         | |
| 88001           | Томчанія Михайла       | вул.                     |                       | колишня вул. Ковпака до 1976 р. вул. Гвардійська в Горянах                                                                    | мкр. Горяни, периферійна зона                                                            | Для довідки: Томчаній Михайло (1914—1975) — український письменник. |
| 88014           | Тормашська             | вул.                     |                       | | мкр. Доманинці, периферійна зона                                                         | |
| 88014           | Транспортна            | вул.                     |                       | | мкр. Доманинці                                                                           | |
| 88017           | Топольова              | вул.                     | 2009                  | | ДОСААФ, периферійна зона                                                                 | |
| 88017           | Трав'яний              | пров.                    | 2008                  | | квартал «вул. Загорська», периферійна зона                                               | |
| 88014           | Транспортна            | вул.                     |                       | колишня вул. Станційна в с. Доманинці                                                                                         | мкр. Доманинці, периферійна зона                                                         | |
| 88017           | Требішовська           | вул.                     |                       | | мкр. Червениця, периферійна зона                                                         | |
| 88002           | Тургенєва Івана        | вул.                     |                       | | центральна зона                                                                          | |
| 88020           | Трудова                | вул.                     |                       | | Промзона, периферійна зона                                                               | |
| 88017           | Турянський             | пров.                    |                       | | вул. Загорська-Нікітіна, периферійна зона                                                | |
| 88000           | Туристський            | пров.                    | Туристичний           | | р-н вул. Далекої, серединна зона                                                         | |
| 88017           | Тютюнова               | вул.                     |                       | | Квартал Садовий, периферійна зона                                                        | |
| 88017           | Тюльпанова             | вул.                     | 2008                  | | мкр. Червениця, р-н вул. Озерної, периферійна зона                                       | |
| 88017           | Тячівська              | вул.                     | 2007                  | | мкр. Червениця, периферійна зона                                                         | |

## У
| поштовий індекс | Назва            | Тип   | уточнення   | Колишні назви                                                                     | Місцевість                                                                                  | Що тут цікавого |
| --------------- | ---------------- | ----- | ----------- | --------------------------------------------------------------------------------- | ------------------------------------------------------------------------------------------- | --- |
| 88000           | Угорська         | вул.  |             |                                                                                   | р-н вул. Північної, серединна зона                                                          | |
| 88007           | Ужанська         | вул.  |             |                                                                                   | мкр. Радванка, серединна зона (НП№ 1—77, П№ 2—60), периферійна зона (НП№ 83а—85а, П№ 64—90) | |
| 88007           | Українська       | вул.  |             |                                                                                   | серединна зона                                                                              | |
| 88000           | Українки Лесі    | вул.  |             |                                                                                   | центральна зона                                                                             | Для довідки: Леся Українка, справжнє ім'я: Лариса Косач-Квітка (1871—1913) — українська письменниця, перекладачка, культурна діячка. |
| 88017           | Укропний         | пров. |             |                                                                                   | мкр. Червениця, периферійна зона                                                            | |
| 88017           | Ульциньська      | вул.  |             |                                                                                   | мкр. «Західний», кв. ім. Я. Мудрого, серединна зона                                         | Для довідки: вулиця названа на честь міста-побратима Ужгорода, м. Ульцин (Чорногорія).                                               |
| 88017           | Університетська  | вул.  |             |                                                                                   | р-н УжНУ, серединна зона                                                                    | |
| 88017           | Університетський | пров. |             | рекомендується до перейменування                                                  | серединна зона                                                                              | |
| 88000           | Уральська        | вул.  |             |                                                                                   | Центр                                                                                       | |
| 88020           | Урожайна         | вул.  |             |                                                                                   | Промзона, периферійна зона                                                                  | |
|                 | Успенська        | вул.  | Успенського |                                                                                   | периферійна зона                                                                            | Для довідки: Успенський Гліб (1843—1902) — російський письменник, прозаїк, революційний демократ.                                    |
| 88014           | Учительська      | вул.  | Вчительська | Колишня вул. Ярочна в с. Доманинці                                                | мкр. Доманинці, периферійна зона                                                            | |
|                 | Учнівський       | пров. |             | До 1970 р. пров. Соляний До 1992 р. пров. П. Морозова До 1999 р. пров. З. Баконія | центральна зона                                                                             | |

## Ф
| поштовий індекс | Назва                 | Тип   | Уточнення | Колишні назви                                              | Місцевість                                          | Що тут цікавого |
| --------------- | --------------------- | ----- | --------- | ---------------------------------------------------------- | --------------------------------------------------- | --- |
|                 | Федака Володимира     | вул.  |           |                                                            | мкр. Червениця, периферійна зона                    | |
| 88000           | Фединця Олександра    | вул.  |           | До 1992 р. частина бульвару Визволення, бульвар Визволення | Центр                                               | Колишня чоловіча гімназія ім. Другетів в стилі італійського ренесансу, 1893—1895 рр., а нині хімічний факультет УжНУ (колишній центральний корпус УжДУ) (вул. Фединця, № 53). Перед її входом в 1994 р. відновлено бюст Габору Дойко (1768—1796) — відомому угорському поетові, який неповний рік викладав в Ужгородській гімназії, тяжко захворів і несподівано швидко помер. Бюст знаходився тут в 1909—1945 рр. У 1945 р, коли будівлю гімназії передали УжДУ, бюст поета зняли, а на його місці встановили бюст В. Леніна. Скульптуру передали у Закарпатський краєзнавчий музей. І тільки у 1994 р пам'ятник відреставрували і повернули на місце. Скульптуру виготовив ужгородський художник Едмунд Самовольский. Спочатку було задумано відлити бюст із бронзи, але Державна художня рада, яка затверджувала проект, запропонувала каррарський (Італія) мармур. Для довідки: Фединець Олександр (1897—1987) — відомий закарпатський лікар-хірург. |
| 88014           | Федьковича Осипа-Юрія | вул.  |           |                                                            | мкр. Шахта, периферійна зона                        | Для довідки: Федькович Осип (1834—1888) — український письменник, передвісник українського національного відродження Буковини. |
| 88000           | Фенцика Євгена        | пл.   |           |                                                            | філармонія, центральна зона                         | «Кошти» — затишна територія, застелена тінню розлогих старовинних каштанів, — улюблене місце для посиденьок неформальної молоді міста. У центрі площі — пам'ятник-погруддя Євгенові Фенцику. З двох боків площу «прикривають» та роблять дуже камерною обласна філармонія (колишня ортодоксальна синагога) та ляльковий театр, на стінах якого полюбляють відточувати свою художню майстерність ужгородські графітники. Народну назву «Кошти» (себто, «каштани») дали розлогі каштани, під якими молоді так приємно споглядати краєвиди Ужа із ранньої весни і до пізньої осені. Поки площу суцільним шаром не вкриє пожовкле листя. Будівля колишньої синагоги (1904 р.) споруджена у псевдомавританському стилі на кошти общини ортодоксальних євреїв-ашкеназів за проектом Д. Паппа та С. Ференца (пл. Фенцика, № 10). Одна з найбільших синагог у Європі була розрахована на 800 місць. Фасад, викладений клінкерною цеглою та червоними керамічними плитами, а також портали вікон, обрамлені штучним червоним мармуром. Арки всередині будівлі виготовлені з білого мармуру. Цікаво, що до синагоги ходили не лише євреї, але й представники інших конфесій. З середини 1950-х рр. тут діє філармонія, де знаходиться один із найкращих в Україні орган із трьома клавіатурами та 2250 трубами. У 1974 р. поряд було добудовано 3-поверховий корпус філармонії, де розміщується малий зал на 360 місць, зали для репетицій та інші приміщення. Збереглася також будівля колишнього равинату, де сьогодні діє філія банку. Поряд знаходиться перший у Закарпатті театр, приміщення якого нині займає ляльковий театр «Бавка» (пл. Фенцика, № 8) та одна з перших в Україні дитячих залізниць, що починає свій маршрут із центру міста і тримає курс до чудового старовинного парку Підзамковий. |
| 88017           | Фермерський           | пров. |           |                                                            | кв. «ім. Я. Мудрого», периферійна зона              | |
|                 | Фруктова              | вул.  | 2009      | периферійна зона                                           |                                                     | |
| 88017           | Фіалковий             | пров. | 2008      |                                                            | квартал «вул. Загорська», периферійна зона          | |
| 88018           | Фірцака Іванна        | вул.  | 2018      | вул. Говорова Леоніда                                      | серединна зона                                      | Для довідки: Іва́н Фе́дорович Фірца́к (Кротон-Фірцак; 28.07.1899, Білки, нині Іршавського району Закарпатської обл. — 10.11.1970, Білки) — український борець, боксер, боєць вільного стилю, силач, артист цирку. 1928 р. був визнаний найсильнішою людиною планети. Деякі силові трюки Івана Фірцака–Кротона досі ніхто не може повторити. Говоров Леонід (1897—1955) — радянський воєначальник, маршал, Герой Радянського Союзу. |
| 88014           | Фогарашія Івана       | вул.  |           | вул. Волгоградська                                         | мкр «Мала Прага», р-н тубдиспансера, серединна зона | Для довідки: Фогараші Іван (1786—1834) — закарпатський духовний служитель, викладач Ужгородської семінарії, священник греко-католицької церкви св. Варвари. |
| 88017           | Фодора Степана        | вул.  |           |                                                            | мкр. Червениця, периферійна зона                    | |
| 88017           | Франка Івана          | вул.  |           |                                                            | поруч стадіон «Авангард», серединна зона            | Свято-Петро-Павлівський храм (вул. І. Франка, 18; біля стадіону «Авангард»). Тюльпанові дерева квітнуть на вул. І. Франка — Ф. Гленца (на території колишнього зеленгоспу). Для довідки: Франко Іван (1856—1916) — український письменник, поет, учений, публіцист, перекладач, громадський і політичний діяч. |
| 88005           | Фучіка Юліуса         | вул.  |           |                                                            | серединна зона                                      | Для довідки: Фучіка Юліуса (1903—1943) — чеський письменник і журналіст. |

## Х
| поштовий індекс | Назва                   | Тип   | Уточнення   | Колишні назви                    | Місцевість                             | Що тут цікавого |
| --------------- | ----------------------- | ----- | ----------- | -------------------------------- | -------------------------------------- | --- |
| 88017           | Харківська              | вул.  | 2009        |                                  | периферійна зона                       | |
|                 | Хвойна                  | вул.  | 2009        | вул. Стефаника, периферійна зона |                                        | |
| 88015           | Хіри Олександра         | вул.  |             |                                  | мкр. «Боздош», периферійна зона        | |
| 88018           | Хмельницького Богдана   | пл.   |             |                                  | центральна зона                        | На пл. Б. Хмельницького біля дитячого майданчика заклали алею гібіскусів. Для довідки: Хмельницький Богдан (1595—1657) — український військовий, політичний і державний діяч, гетьман Війська Запорізького, голова козацької держави у Наддніпрянській Україні. |
| 88017           | Хорватська              | вул.  | 2009        |                                  | р-н вул. Запорізької, периферійна зона | |
| 88000           | Худанича Василя (В. І.) | вул.  |             |                                  | ТЗ «Кошицький», серединна зона         | |
| 88017           | Хустський               | пров. | 2007, новий |                                  | мкр. Червениця, периферійна зона       | |

## Ц
| поштовий індекс | Назва         | Тип   | Уточнення | Колишні назви              | Місцевість            | Що тут цікавого |
| --------------- | ------------- | ----- | --------- | -------------------------- | --------------------- | --- |
| 88015           | Цвітна        | вул.  |           | вул. Цветная / вул. Квітів | серединна зона        | |
| 88000           | Цегольнянська | вул.  |           | вул. Томчанія              | центр, серединна зона | «Цегольня» — радянський воєначальник, генерал армії, Герой Радянського Союзу. розташувалася на з'єднанні між вулицями Берчені та Підгірною. Церква Преображення Господнього побудована в 1802 р. за проектом І. Фрідгоффера (вул. Цегольнянська, 2). В 1802—1949 рр. належала греко–католикам, а потім знаходилась у власності університету та була перебудована. В 1991 р. храм передано православним в обмін на Кафедральний Хресто–Воздвиженський собор на вул. Капітульній. На церковному подвір'ї знаходиться каплиця, де поховано видатного вченого і громадського діяча М. Лучкая. У травні на цій вулиці квітне одне з найстаріших тюльпанових дерев (ліріодендрон). Тюльпанове дерево — родич магнолії. |
| 88020           | Ціолковського | вул.  |           |                            |                       | Для довідки: Ціолковський Костянтин (1857—1935) — учений, засновник сучасної космонавтики, педагог, письменник. |
| 88000           | Центральний   | пров. |           |                            | центральна зона       | |

## Ч
| поштовий індекс | Назва                            | Тип   | Уточнення | Колишні назви     | Місцевість                                                       | Що тут цікавого |
| --------------- | -------------------------------- | ----- | --------- | ----------------- | ---------------------------------------------------------------- | --- |
| 88017           | Чабанівська                      | вул.  |           |                   | кв. ім. Саксаганського, периферійна зона                         | |
| 88017           | Чайковського Петра               | вул.  |           |                   | серединна зона                                                   | Для довідки: Чайковський Петро(1840—1893) — російський композитор, диригент, педагог, музично-громадський діяч.                                                                |
| 88015           | Чапека Карела                    | вул.  |           | вул. Запотоцького | мкр. Сторожниця, периферійна зона                                | Для довідки: Чапек Карел(1890—1938) — чеський письменник. |
| 88009 88005     | Челюскінців                      | вул.  |           |                   | периферійна зона                                                 | |
| 88000           | Чепура Дмитра (Д. В.)            | вул.  |           |                   | ТЗ «Кошицький», серединна зона                                   | |
| 88017           | Червениця                        | вул.  |           |                   | мкр. Червениця, периферійна зона                                 | |
| 88007           | Черемшини Марка                  | вул.  |           |                   | р-н вул. Стефаника, периферійна зона                             | |
| 88017           | Черешнева                        | вул.  |           |                   | «компотний» р-н, периферійна зона                                | |
| 88017           | Чернівецька                      | вул.  |           |                   | квартал Садовий, периферійна зона                                | |
| 88017           | Чеської Ліпи                     | вул.  |           |                   | мкр. «Західний», кв. ім. Я. Мудрого периферійна зона             | Для довідки: вулиця названа на честь міста-побратима Ужгорода, чеш. Česká Lípa (Чехія).                                                                                        |
| 88017           | Чеська                           | вул.  | 2009      |                   | р-н вул. Запорізької, периферійна зона                           | |
| 880002          | Чернишевського Миколи            | вул.  |           |                   | центральна зона                                                  | Для довідки: Чернишевський Микола (1828—1889) — російський публіцист і письменник, ідеолог революційно налаштованої інтелігенції.                                              |
| 88017           | Чехова Антона                    | вул.  |           |                   | периферійна зона                                                 | Для довідки: Чехов Антон(1860—1904) — російський драматург і прозаїк. |
| 88007           | Чкалова Валерія                  | вул.  |           |                   | серединна зона                                                   | Для довідки: Чкалов Валерій (1904—1938) — радянський льотчик, Герой Радянського Союзу.                                                                                         |
| 88015           | Чорновола В'ячеслава Максимовича | вул.  |           | вул. Дівоча       | кінець «Нового» р-ну — початок мкр. Сторожниця, периферійна зона | |
| 88017           | Чорноморський                    | пров. |           |                   | серединна зона                                                   | |
| 88009           | Чопський                         | пров. |           |                   | периферійна зона                                                 | |
| 88020           | Чурговича Івана                  | вул.  |           | вул. Ударників    | периферійна зона                                                 | Для довідки: Чургович Іван (1791—1862) — греко-католицький священник, закарпатський педагогічний діяч, генеральний вікарій Мукачівської єпархії, директор гімназії в Ужгороді. |

## Ш
| поштовий індекс | Назва             | Тип   | Уточнення         | Колишні назви                      | Місцевість                                | Що тут цікавого |
| --------------- | ----------------- | ----- | ----------------- | ---------------------------------- | ----------------------------------------- | --- |
| 88017           | Шандора Вікентія  | вул.  | 2017, нова вулиця |                                    | мкр. «Боздош», периферійна зона           | |
| 88014           | Шахтарів          | вул.  |                   |                                    | мкр. Шахта, периферійна зона              | |
| 88018           | Швабська          | вул.  |                   | вул. Минайська                     | центральна зона                           | Для довідки: там жили шваби, тобто німці |
|                 | Швейцарська       | вул.  | 2009              |                                    | Кардіоцентр, мкр. Шахта, периферійна зона | |
| 88017           | Шевченка Тараса   | вул.  |                   |                                    | серединна зона                            | Для довідки: Шевченко Тарас(1814—1861) — український поет, письменник, художник, громадський діяч, філософ, політик, фольклорист, етнограф, історик. |
| 88017           | Шевченка Тараса   | пров. |                   | рекомендується до перейменування   | серединна зона                            | |
| 88017           | Ширавська         | вул.  |                   |                                    | р-н вул. Верховинської, периферійна зона  | |
| 88017           | Ширавський        | пров. |                   | рекомендується до перейменування   | р-н вул. Верховинської, периферійна зона  | |
| 88007 88001     | Шишкіна Івана     | вул.  |                   |                                    | периферійна зона                          | Для довідки: Шишкін Іван (1832—1898) — російський художник-пейзажист, живописець, рисувальник і гравер-аквафортист. |
| 88001           | Шкільна           | вул.  |                   | Колишня вул. Радянська в с. Горяни | мкр. Доманинці, периферійна зона          | |
| 88017           | Шолтеса Золтана   | вул.  |                   |                                    | р-н УжНУ, периферійна зона                | Для довідки: Шолтес Золтан(1909—1990) — маляр-пейзажист, заслужений художник України. |
| 88018           | Шопена Фредеріка  | вул.  |                   |                                    | центральна зона                           | Для довідки: Шопен Фридерик Франсуа (1810—1849) — видатний польський композитор та піаніст. |
|                 | Шпонтака Івана    | вул.  |                   |                                    | мкр. Червениця, периферійна зона          | |
|                 | Штернберга Якова  | вул.  |                   |                                    | мкр. «Боздош», периферійна зона           | |
|                 | Штефана Августина | вул.  |                   |                                    | мкр. Червениця, периферійна зона          | |
| 88002           | Шумна             | вул.  |                   |                                    | центральна зона                           | |
| 88006           | Шухевича Романа   | вул.  | 2016              | вул. Лавріщева Василя, Зелена      | серединна зона                            | Українська Православна Церква Київський патріархат Храм Преображення Господнього (вул. Лавріщева, 8б). Для довідки: Роман Шухевич (головнокомандувач Української повстанської армії, один із керівників генерального штабу національної оборони Карпатської України). Василь Лавріщев — молодий радянський офіцер, який командував танковим полком, загинув у боях під Івано-Франківськом, герой Радянського Союзу. Колись його ужгородські побратими вирішили увіковічнити пам'ять про героя війни, назвавши на його честь вулицю, де власне і стояв танковий полк Ужгорода. |

## Ю
| поштовий індекс | Назва    | Тип   | Уточнення | Колишні назви | Місцевість                 | Що тут цікавого |
| --------------- | -------- | ----- | --------- | ------------- | -------------------------- | --------------- |
| 88017           | Юнацький | пров. |           |               | р-н УжНУ, периферійна зона |                 |

## Я
| поштовий індекс | Назва            | Тип   | Уточнення        | Колишні назви | Місцевість                               | Що тут цікавого |
| --------------- | ---------------- | ----- | ---------------- | ------------- | ---------------------------------------- | --------------- |
| 88017           | Яблунева         | вул.  |                  |               | «компотний» р-н, периферійна зона        |                 |
| 88017           | Ягідний          | пров. | 2007, новий      |               | мкр. Червениця, периферійна зона         |                 |
| 88000           | Янтарна          | вул.  |                  |               | мкр. «Червениця», периферійна зона       |                 |
| 88017           | Мудрого Ярослава | вул.  | Ярослава Мудрого |               | периферійна зона                         |                 |
| 88017           | Янтарний         | пров. | 2007, новий      |               | мкр. Червениця, периферійна зона         |                 |
| 88017           | Ярославська      | вул.  | 2007, нова       |               | мкр. Червениця, периферійна зона         |                 |
| 88002           | Яроцька          | вул.  |                  |               | центральна зона                          |                 |
| 88017           | Ясна             | вул.  |                  |               | кв. ім. Саксаганського, периферійна зона |                 |

## Цифри
| поштовий індекс | Назва                                  | Тип  | Уточнення                           | Колишні назви                                | Місцевість                                                                                  | Що тут цікавого |
| --------------- | -------------------------------------- | ---- | ----------------------------------- | -------------------------------------------- | ------------------------------------------------------------------------------------------- | --- |
| 88001           | 128-ї окремої гірсько-піхотної бригади | вул. | Скорочена назва: вул. 128-ї Бригади | вул. Єрмака                                  | периферійна зона                                                                            | Для довідки: Єрмак (рік народження невідомий — 1585) — отаман донських козаків, керівник історичного походу в Сибір. |
| 88009 88015     | 8 Березня                              | вул. |                                     | до 1976 р. частина вулиці мала назву Алмазна | «Новий» р-н, серединна зона (П № 2—30, НП № 1—29), периферійна зона (П № 32—52, НП № 31—39) | |

## Колишні вулиці
Назви вулиць Резервна, Ремонтна, Рокитна вилучили зі списку.
Виключено з упорядкованого переліку вулиць, провулків та площ міста, затвердженого рішенням XV сесії міської ради VII скликання 12.09.2017 № 750 (далі Перелік) такі вулиці: в мікрорайоні Підлипники: — Високовольтна; — Андрія Коцки; — Дезидерія Задора; — Василя Вишиваного (Ротмана М.); — Павела-Йосифа Шафарика; — Петра Сови; — Федора Манайла; — Михайла Балудянського; — Миколи Бажана; — Бели Бартока; — Івана Свиди; — Підлипницька; — Тормашська.
та вулиці та провулки, які знаходяться за межами міста в мікрорайоні Східний—555: — Рибальська (вулиця); — Ялинкова (вулиця); — Аґрусовий (провулок); — Бузковий (провулок): — Ожиновий (провулок); — Полуничний (провулок); — Порічковий (провулок): — Рибальський (провулок); — Терновий (провулок); — Трояндовий (провулок); — Шипшиновий (провулок).

### с. Оноківці
У 2018—2019 роках до меж с. Оноківці приєднано такі вулиці Ужгорода:
| поштовий індекс | Назва                  | Тип     | уточнення      | Колишні назви                    | Місцевість                            | Довідка |
| --------------- | ---------------------- | ------- | -------------- | -------------------------------- | ------------------------------------- | --- |
| 88014           | Бажана Миколи          | вул.    |                |                                  | мкр. Підлипники, периферійна зона     | Для довідки: Бажан Микола (1904—1983) — український письменник, філософ, громадський діяч, перекладач, поет. |
| 88014           | Балудянського Михайла  | вул.    |                |                                  | мкр. Підлипники, периферійна зона     | Балудянський Михайло (1769—1847) — російський вчений-правознавець, державний діяч і реформатор |
| 88014           | Бартока Бели           | вул.    |                |                                  | мкр. Підлипники, периферійна зона     | Барток Бела (1881—1945) — угорський композитор, піаніст, музикознавець-фольклорист |
| 88014           | Високовольтна          | вул.    |                |                                  | мкр. Підлипники, периферійна зона     | |
| 88014           | Вишиваного Василя      | вул.    | 2016           | вул. Ротмана М.                  | мкр. Підлипники, периферійна зона     | Храм на честь собору Карпатських святих (вул. Ротмана, 22, мкр Підлипники). Для довідки: Василь Вишиваний (справжнє ім'я — Вільгельм Франц фон Габсбург–Лотрінґен) — український військовий діяч, політик, дипломат, поет, австрійський архікнязь династії Габсбургів, полковник Легіону Українських Січових Стрільців). Ротман М. — радянський учений, публіцист, учасник робітничого руху на Закарпатті. |
| 88014           | Задора Дезидерія       | вул.    |                |                                  | мкр. Підлипники, периферійна зона     | Задор Дезидерій (1912—1985) — піаніст, диригент, педагог. |
| 88014           | Коцки Андрія           | вул.    |                |                                  | мкр. Підлипники, периферійна зона     | Андрій Коцка (1911—1987) — український закарпатський живописець. |
| 88014           | Манайла Федора         | вул.    |                |                                  | мкр. Підлипники, периферійна зона     | |
| 88014           | Підлипницька           | вул.    |                |                                  | мкр. Підлипники, периферійна зона     | |
| 88014           | Свиди Івана            | вул.    | 2018           |                                  | мкр. Підлипники, периферійна зона     | |
| 88014           | Сови Петра             | вул.    |                |                                  | мкр. Підлипники, периферійна зона     | |
| 88014           | Шафарика Павела-Йосифа | вул.    |                |                                  | мкр. Підлипники, периферійна зона     | Шафарик Павел-Йозеф (1795—1861) — славіст, діяч чеського і словацького відродження |
| 88014           | Тормашська             | вул.    |                |                                  | мкр. Доманинці, периферійна зона      | |
| 88001           | Агрусовий              | пров.   | 2009           |                                  | «555», периферійна зона               | |
| 88001           | Бузьковий              | пров.   | Бузковий, 2009 |                                  | «555», периферійна зона               | |
|                 | Ожиновий               | пров.   |                |                                  | «555», периферійна зона               | |
| 88001           | Полуничний             | пров.   | 2009           |                                  | «Східний-555», периферійна зона       | |
| 88001           | Порічковий             | пров.   | 2009           |                                  | р-н «Східний — 555», периферійна зона | |
| 88001           | Рибальська             | вул.    | нова           |                                  | в/ч «555», периферійна зона           | |
|                 | Рибальський            | пров.   |                | рекомендується до перейменування | периферійна зона                      | |
| 88001           | Терновий               | пров.   |                |                                  | «555», периферійна зона               | |
| 88001           | Трояндовий             | пров.   | 2009           |                                  | «555», периферійна зона               | |
|                 | Шипшиновий             | провул. | 2009           |                                  | «555» за межами міста                 | |
|                 | Ялинкова               | вул.    | 2009           |                                  | «555», за межами міста                | |

Рішенням № 1509 від 18 квітня 2019 року «Про внесення змін до переліку вулиць, провулків та площ міста» Ужгородська міська рада вирішила їх виключити з переліку вулиць.

## Туризм
Пішохідний міст
Для кращого огляду Ужгорода варто зупинитися на пішохідному мості, звідки можна насолодитися найдовшою в Європі і третьою за довжиною у світі липовою алеєю (2,2 км) на Набережній Незалежності, яку було висаджено ще у 1928 році. Цвіте алея все літо, оскільки тут зібрані різні сорти лип.
2009 р. на протилежному березі була висаджена алея сакур, що також вважається найдовшою в Європі.
*за таблицею «Деталізація схеми економіко-планувального зонування міста Ужгород»
Особливі примітки Парні (П), непарні (НП) номера будинків.

## Сквери та парки м. Ужгорода
Перелік
зелених зон загального користування на території м. Ужгорода від 11.04.14 
| № з/п   | Найменування об'єкту                                                                              | Площа, га     |
|         | Об'єкти природно-заповідного фонду, парки-пам'ятки садово-паркового мистецтва місцевого значення: |               |
| 1.      | Парк Підзамковий                                                                                  | 4,00 га       |
| 2.      | Парк Боздоський                                                                                   | 50,00         |
| 3.      | Палісадник обласної лікарні                                                                       | 0,70          |
| 4.      | Сквер міськлікарні — Дендросад Лаудона – сквер Альпінарій                                         | 0,1423 0,2577 |
| 5.      | Палісадник університетської бібліотеки                                                            | 0,11          |
| 6.      | Палісадник хімічного факультету                                                                   | 0,20          |
| 7.      | Сквер Т. Масарика                                                                                 | 0,57          |
| 8.      | Алея липи на набережній річки Уж                                                                  | 1,00          |
| 9.      | Рокарій ПАТ «Закарпатліс»                                                                         | 0,51          |
| 10.     | Партерний сквер                                                                                   | 1,5704        |
| Всього: | 59,0604                                                                                           |               |
|         | Сквери:                                                                                           |               |
| 11.     | «Ротарійський» («Студентський»)                                                                   | 1,77          |
| 12.     | на пл. Дружби Народів                                                                             | 0,76          |
| 13.     | на пл. Лаборця                                                                                    | 0,71          |
| 14.     | на пл. Народній колишній сад троянд — міксбордер                                                  | 0,55          |
| 15.     | на пл. Бабушкіна                                                                                  | 0,12          |
| 16.     | партер на пл. Пушкіна                                                                             | 0,08          |
| 17.     | на розі вул. Ракоці — Крилова                                                                     | 0,09          |
| 18.     | на розі вул. Митної та Собранецької                                                               | 0,06          |
| 19.     | на розі вул. Я. Гуса та Собранецької                                                              | 0,08          |
| 20.     | партер на пл. Корятовича — Фединця                                                                | 0,20          |
| 21.     | по вул. Довженка (навпроти СБУ) (сакури, фонтан). Сквер ім. Героїв Майдану                        | 0,55          |
| 22.     | на пл. Б. Хмельницького                                                                           | 1,60          |
| 23.     | на пл. Егана                                                                                      | 0,07          |
| 24.     | партер біля готелю Закарпаття                                                                     | 0,20          |
| 25.     | на пл. Кирила і Мефодія                                                                           | 2,80          |
| 26.     | по вул. Мукачівській — Анкудінова                                                                 | 0,30          |
| 27.     | партер біля готелю Ужгород                                                                        | 0,22          |
| 28.     | на пл. Ш. Петефі                                                                                  | 2,00          |
| 29.     | партер залізничного вокзалу                                                                       | 0,30          |
| 30.     | партер біля автовокзалу Ужгород-1                                                                 | 0,14          |
| 31.     | біля автовокзалу Ужгород-2                                                                        | 0,11          |
| 32.     | по наб. Православній                                                                              | 0,93          |
|         | Всього                                                                                            | 13,64         |
|         | Разом:                                                                                            | 72,7004       |

Сквер Альпінарій центральна зона
Сквер Е. Фенцика центральна зона
Сквер ім. Героїв Майдану біля СБУ вул. Довженка
(на розі вулиць Ф. Ракоці — Довженка — Крилова: фонтан, лавиці, квітник, дитяча зона) центральна зона
Сквер Ротарійський центральна зона
Парк Підзамковий серединна зона
Кальварія серединна зона
Парк Боздошський периферійна зона
Сквер Є. Томенчука периферійна зона
аптека на вулиці Ракоці — на її території зацвіли сакури.
«Зелені біціглі» — клумби зі старих велосипедів в альпінарії.
двір по вул. Залізничній 4/22 та на Кошицькій, 35 — у дворі, крім клумб ще альтанка й водограй
та благоустрій території, прилеглої до кав'ярні «Дольче» на проспекті Свободи: стрункі туї, розкішна альпійська гірка-фонтан із вазонами сульфіній та петуній.
милі квітники й клумби з квітами чорнобривців і віоли Віттрокана на Жупанатській (близь житлово-офісного центру, котрий на цій вулиці має номер 1).
Присвоїти скверу по вул. Гойди ім'я Франтішека Крупки.
Присвоїти частині скверу по вул. Гойди — пл. Дружби Народів ім'я Мілана Ростіслава Штефаніка.
«Ротарійський» сквер розташований між наб. Студентська, пл. Дружби Народів та вул. Митна.
сквер-альпінарій в історичному центрі м. Ужгород" на пл. Жупанатській (альпінарій): декоративна клумба, декоративні лавиці, озеро
Перший приватний сквер в Україні по вул. Капітульній в Ужгороді, навпроти Хрестовоздвиженського греко-католицького кафедрального собору.
Боздошський парк — Свято-Троїцький храм, тут висаджено алею канадської ялини вздовж стежини від входу в парк до храму. Загалом — близько семи десятків деревцят.
сквери біля хімічного факультету УжНУ, будівлі СБУ, Квітуче місто: сакури — своєрідний бренд Ужгорода
Сакури — на Православній набережній
- на Слов'янській набережній Ужа в напрямку Боздоського парку висадять понад сто деревець японської вишні, утворюючи таким чином найдовшу сакурову алею у Європі, яка має сягнути двох кілометрів.